# MiG-29 (航空機)
MiG-29/МиГ-29
ロシア空軍のMiG-29
- 用途：戦闘機
- 分類：制空戦闘機、マルチロール機
- 設計者：ミコヤーン・グレーヴィチ設計局
- 製造者：

  -  ソコル航空機製造工場（ロシア語版）
  -  モスクワ航空製造合同(MAPO)（ロシア語版）
- 運用者：運用国
- 初飛行：1977年10月6日
- 生産数：1,600+[1]
- 運用開始：1983年7月
- ユニットコスト：
1,100万ドル（MiG-29B、1999）[2] 
2,200万ドル（MiG-29S、2013）[3]

MiG-29（ミグ29、ロシア語：МиГ-29ミーグ・ドヴァーッツァヂ・ヂェーヴャチ）は、ソ連のミグ設計局で開発された戦闘機である。北大西洋条約機構（NATO）の使用するNATOコードネームは「フルクラム/ファルクラム（Fulcrum）」。日本では「ラーストチカ（Ласточка、「燕」の意)」の愛称でも呼ばれるが、この呼称は本国ロシアでは使われていない。

## 開発
当時東側諸国の主力戦闘機であったMiG-21やMiG-23の後継機として、また、1970年代にアメリカ合衆国が開発したF-14やF-15などの新鋭戦闘機に対抗する新機種として設計された。特にMiG-23が格闘性能で第2世代ジェット戦闘機であるMiG-21におよばず、MiG-21を長期に渡って改良しながら運用し続けている状態であったことから、これに代わる格闘性能の高い戦闘機の開発は当時のソ連にとって急務であった。開発は1972年に開始され、1977年10月には「プロダクト9」という試作機がラメンスコイエ航空試験センターで初飛行した。この年の11月にはアメリカの偵察衛星がラメンスコイエ航空試験センターを撮影した際にこの試験機を確認しており、Ram-Lのコードネームを与えられている。一方、当時のソ連は新型戦闘機を開発していることを明らかにしており、その後に幾つかの小改修が行われた後に、1982年から量産が開始された。実際に部隊への配備が始まったのは1983年からである。
当初、ミグ設計局では大量採用を見越してスホーイのSu-27同様に海軍向けの艦上戦闘機型であるMiG-29Kの開発も完了していた。しかし、冷戦終結に伴う軍縮と財政難の兼ね合いから、一機あたりの価格は高くとも能力が高い機体のほうがコストパフォーマンスが高いと判断したソ連は、MiG-29KよりSu-33（Su-27K）を選択し、ミグ設計局が当初期待した需要を確保することは叶わなかった。また、空軍でもSu-27が主力として多く採用された。

## 性能と特徴

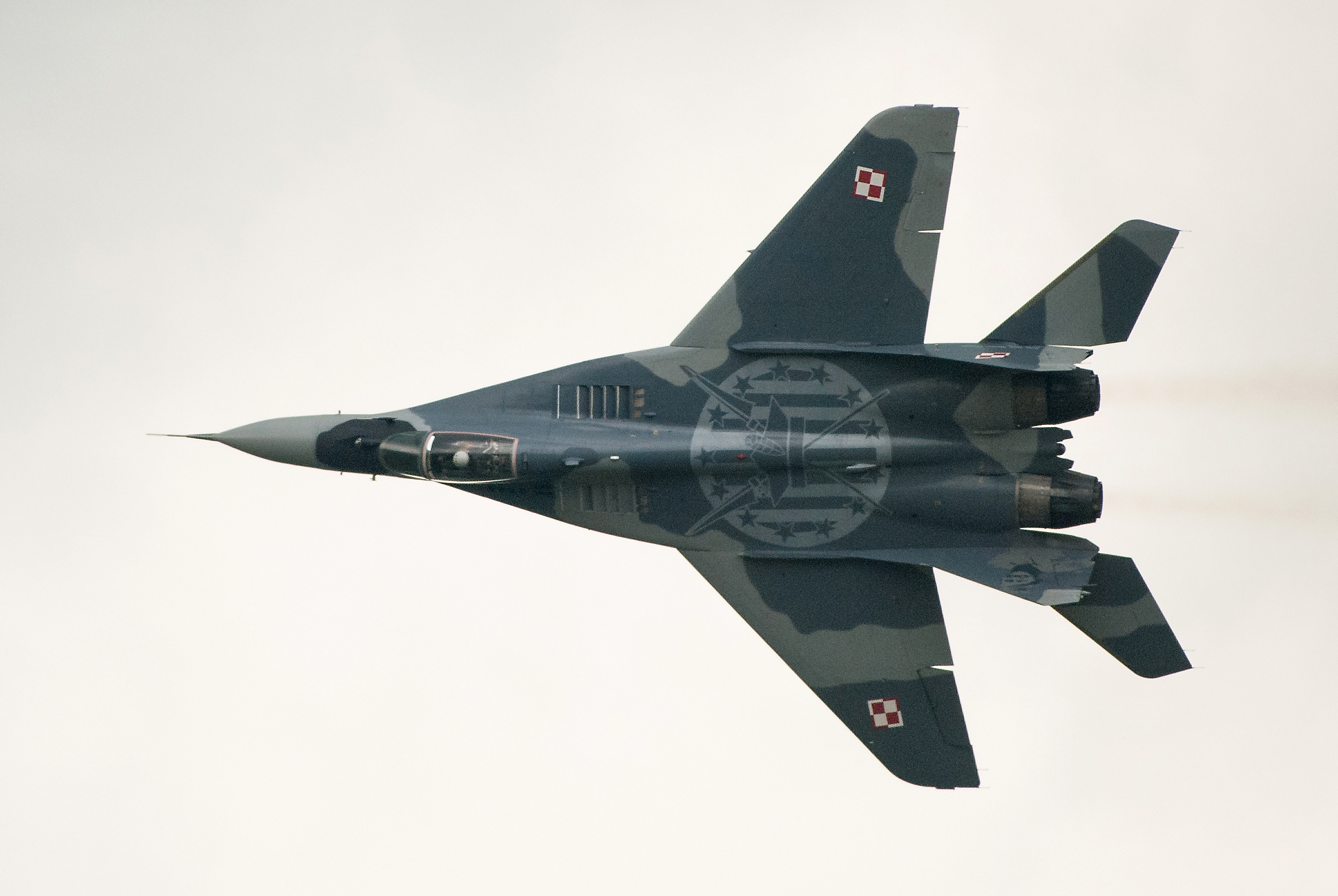
ポーランド空軍のMiG-29

同時期にスホーイ設計局で開発されたSu-27と形状が似ているのは、ともにTsAGI（中央流体力学研究所）の研究結果を取り入れたためである。

一方、機体の大きさは異なり、防空軍での長距離使用を想定して大型であるSu-27に対し、前線空軍での局地的使用を想定したMiG-29は小型である。ハードポイントの数と増槽を含む燃料搭載量は大型なSu-27の方が優れている。

### 主翼・胴体

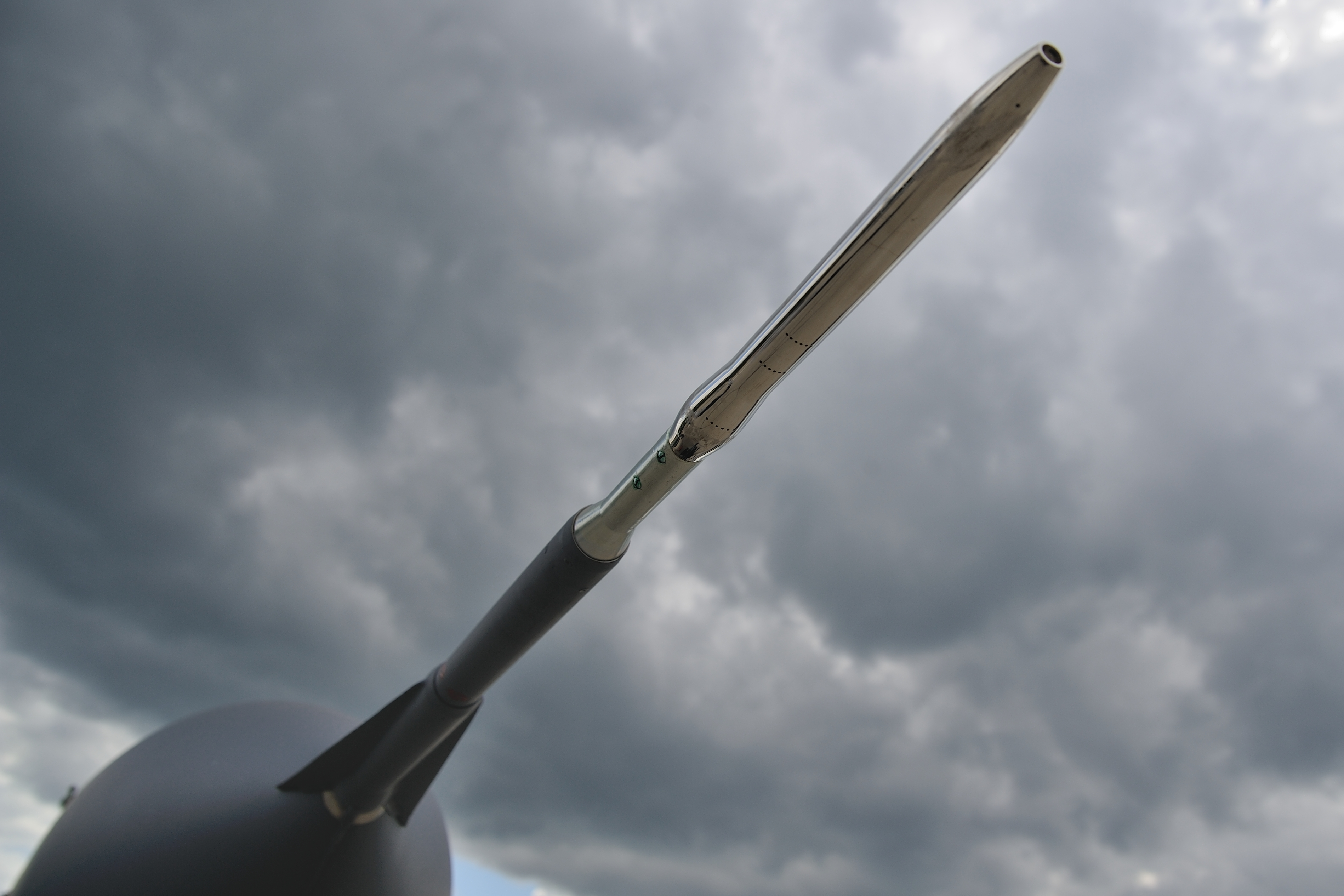
MiG-29の機首レドーム頂部に配置されたピトー管。ピトー管の付け根部分から左右からはみ出た三角形の板は、ヴォルテックス・ジェネレーターである。

操縦装置はフライ・バイ・ワイヤ方式ではなく、リンク機構による機械式を採用している。
主翼は、前縁にはコンピュータ制御の前縁フラップ、後縁には外側に補助翼と内側にフラップを装備している。主翼付け根部分から前方にかけて長く伸びたLERX（前縁付け根延長）が形成されており、中央胴体とともに揚力を発生させる。
機首レドーム頂部に配置されたピトー管の付け根部分左右には、失速防止のため細長い三角形のヴォルテックス・ジェネレーターが装備されており、気流を乱流化することで剥離を防いでいる。
垂直尾翼は外側に6度の角度をつけて取り付けられており、水平尾翼は全遊動式である。補助翼と水平尾翼と垂直尾翼の方向舵を連動させてロール軸（ローリング）の操縦性を強化している他、機械式のヨー軸（ヨーイング）操縦安定増強装置が付加されている。

### エンジン・燃料系統
エンジン
エンジンは、アフターバーナー付きターボファンエンジンであるクリーモフ RD-33を2基、胴体下面のエンジンナセルに収容している。
クリーモフRD-33は、ミリタリー推力は5,040 kgf、アフターバーナー使用時最大推力は8,300 kgfである。また改良型のRD-33シリーズ2、シリーズ3では出力強化よりも運用寿命延長を重視した改良がおこなわれている。
MiG-29M（9.15規格）やMiG-29K（9.31規格）では、改良型のRD-33Kが装備された。クリーモフRD-33Kの最大推力は、アフターバーナー不使用時で5,500 kgf、アフターバーナー使用時は8,800 kgfにパワーアップされているほか、MiG-29K（9.31規格）ではさらに空母からの発艦に備えて短時間に限り9,400 kgfまでパワーを出せた。
改良型のMiG-29M1/M2やMiG-29K/KUB、MiG-35では、さらなる改良型のクリーモフRD-33MKが搭載されている。クリーモフRD-33MKの最大推力は、アフターバーナー不使用時で5,300 kgf、アフターバーナー使用時は9,000 kgfにまでパワーアップされている。
主翼の付け根部分の下部に取付けられているエンジンのインテークには、開閉式のドアが設けられており、タキシング時にはこのドアを閉めて異物の侵入を防いでいる、ドアには小さい穴を設けて閉じた状態でも空気を取り入れられるようになっているが、それだけでは吸気流量が不足するため、機体上部のLERX部分に装備されたルーバー型の補助インテークを開いて、そこから必要な空気を取り入れるようになっている。これは国土が極端に広いソ連の国情を反映したもので、不整地や凍土など滑走路以外から離着陸する際に異物を吸い込んでのエンジン損傷を防ぎ、より安全に運用するための工夫である。
改良型のMiG-29M（9.15規格）以降は、Su-27と同様にインテーク内部に格子を立てる方式に改め、LERX上部の補助インテークがあった部分には燃料タンクを設置した。

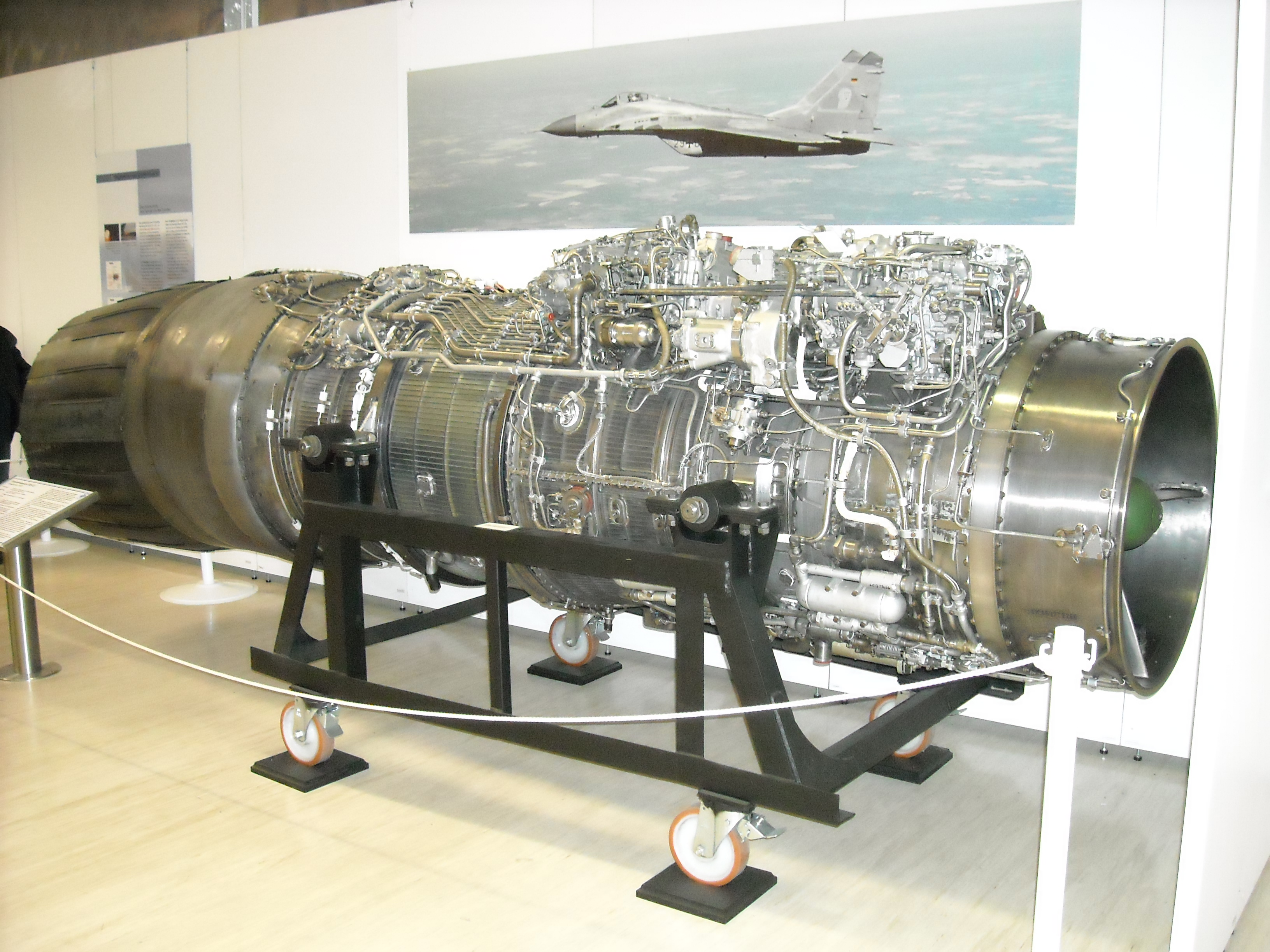
クリーモフRD-33。
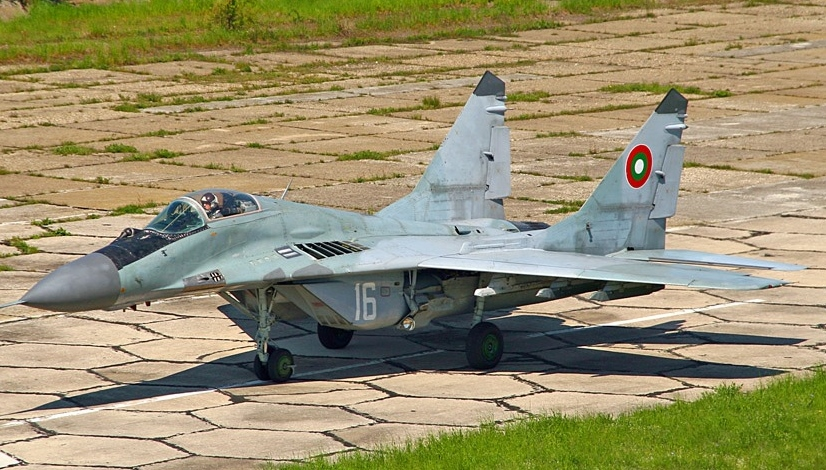
ブルガリア空軍のMiG-29。主インテークのドアが閉じられており、LERX上部のルーバー型補助インテークが開いている。
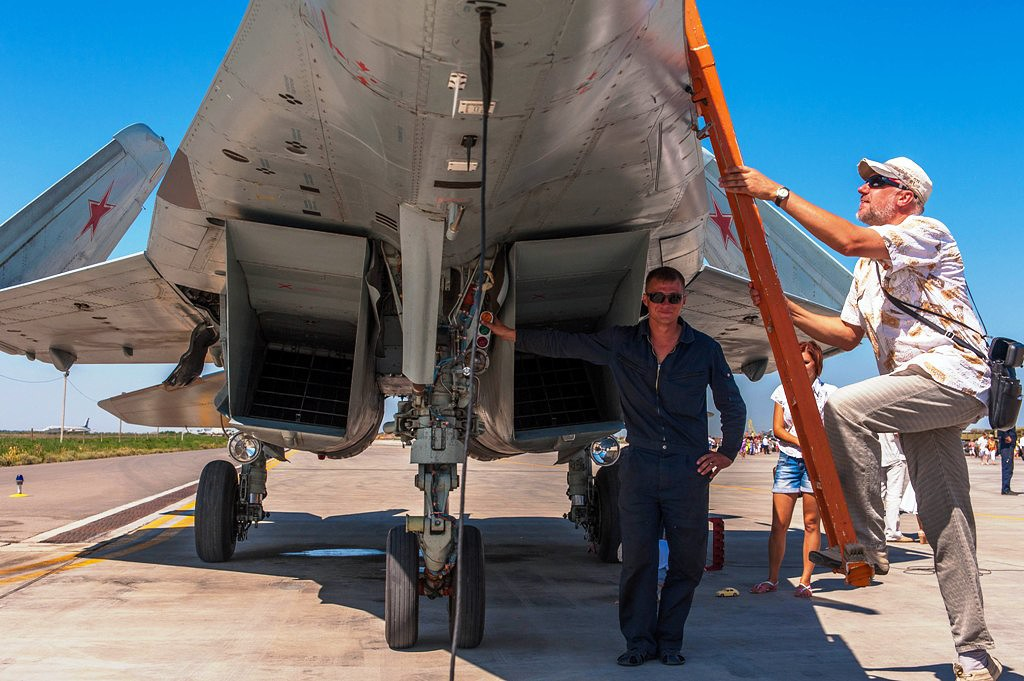
MiG-29Kのインテーク。インテーク内部に格子を立てている。

機内燃料
初期型の9.12規格（フルクラムA）では、機体の胴体と主翼の合計7か所に燃料タンクが配置されており、最大4,300リットルの燃料が入った。
改良型の9.13規格（フルクラムC）ではドーサルスパインが大型化されたことにより、9.12規格よりも240リットル余分に燃料を積めるようになり、機内燃料タンク容量は4,540リットルに増えた。
更なる改良型のMiG-29M（9.15規格）では、LERX上面の補助インテークを廃止したほかに、キャノピー位置を40cm高くしたのに合わせてドーサルスパインもさらに大型化させたことにより、機内燃料タンク容量は大幅に増えた。後継のMiG-29M1/M2やMiG-29K/KUB、MiG-35も同様の基本形状を受け継いでいる。
MiG-29のロシア製近代化型であるMiG-29SMTの9.17規格やMiG-29UBTの9.52規格では、既存の9.12規格や9.13規格、9.51規格の機体のドーサルスパインを大型化して内部に1,400リットルと480リットルの燃料タンクを追加し、合計1,880リットルの燃料を搭載可能なように改修された。
MiG-29SMTの9.18規格やMiG-29UBTの9.53規格、9.53規格のインド空軍仕様であるMiG-29UPG-UBではドーサルスパインの大型化による燃料タンク追加は行われていないが、MiG-29SMTの9.19規格や9.19規格のインド空軍仕様であるMiG-29UPGではコクピット直後のドーサルスパインを大型化して、950リットルの燃料タンクを追加している。

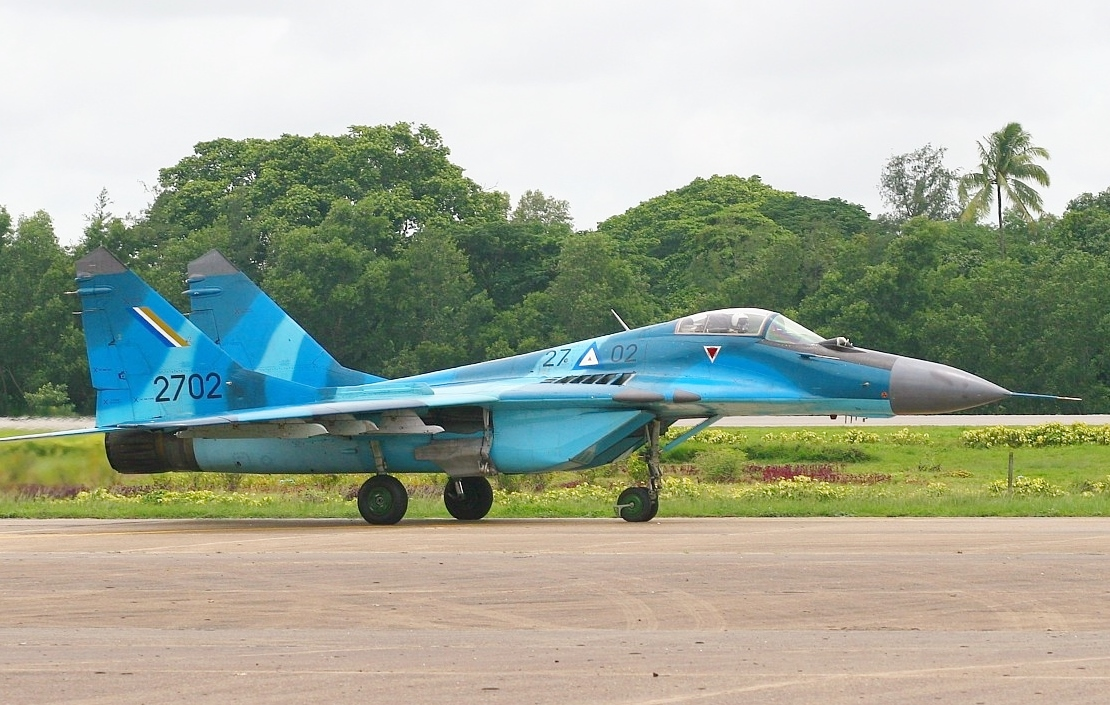
ミャンマー空軍のMiG-29（9.12）。
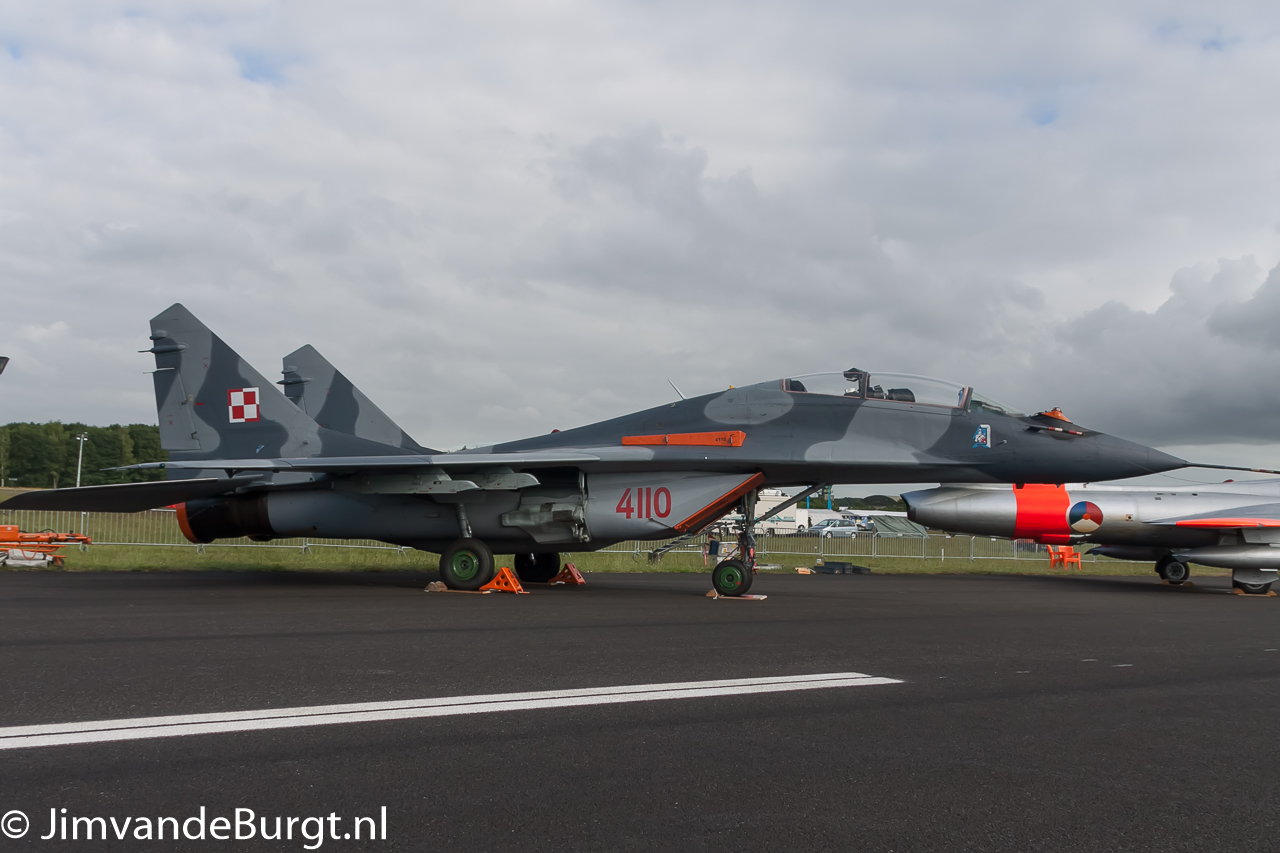
ポーランド空軍のMiG-29UB（9.51）
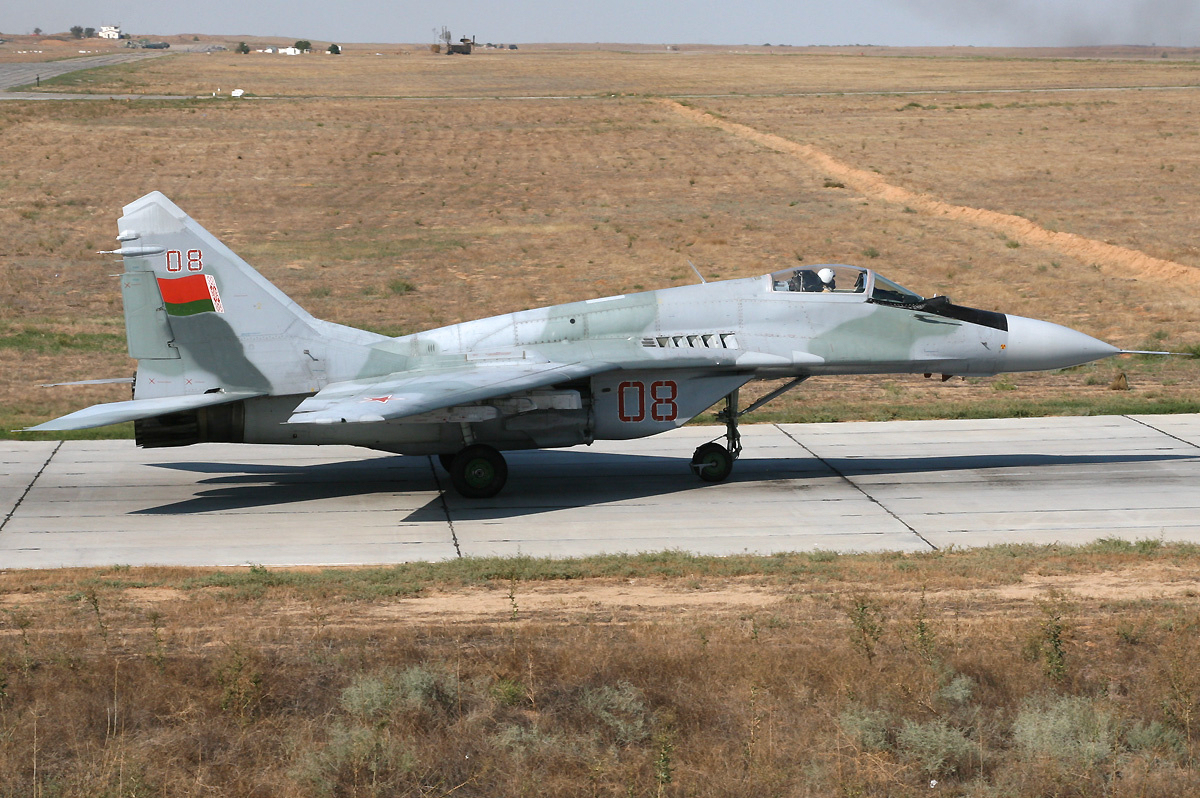
ベラルーシ空軍のMiG-29（9.13）。9.12規格の機体に比べて、ドーサルスパインがやや大きくなっている。
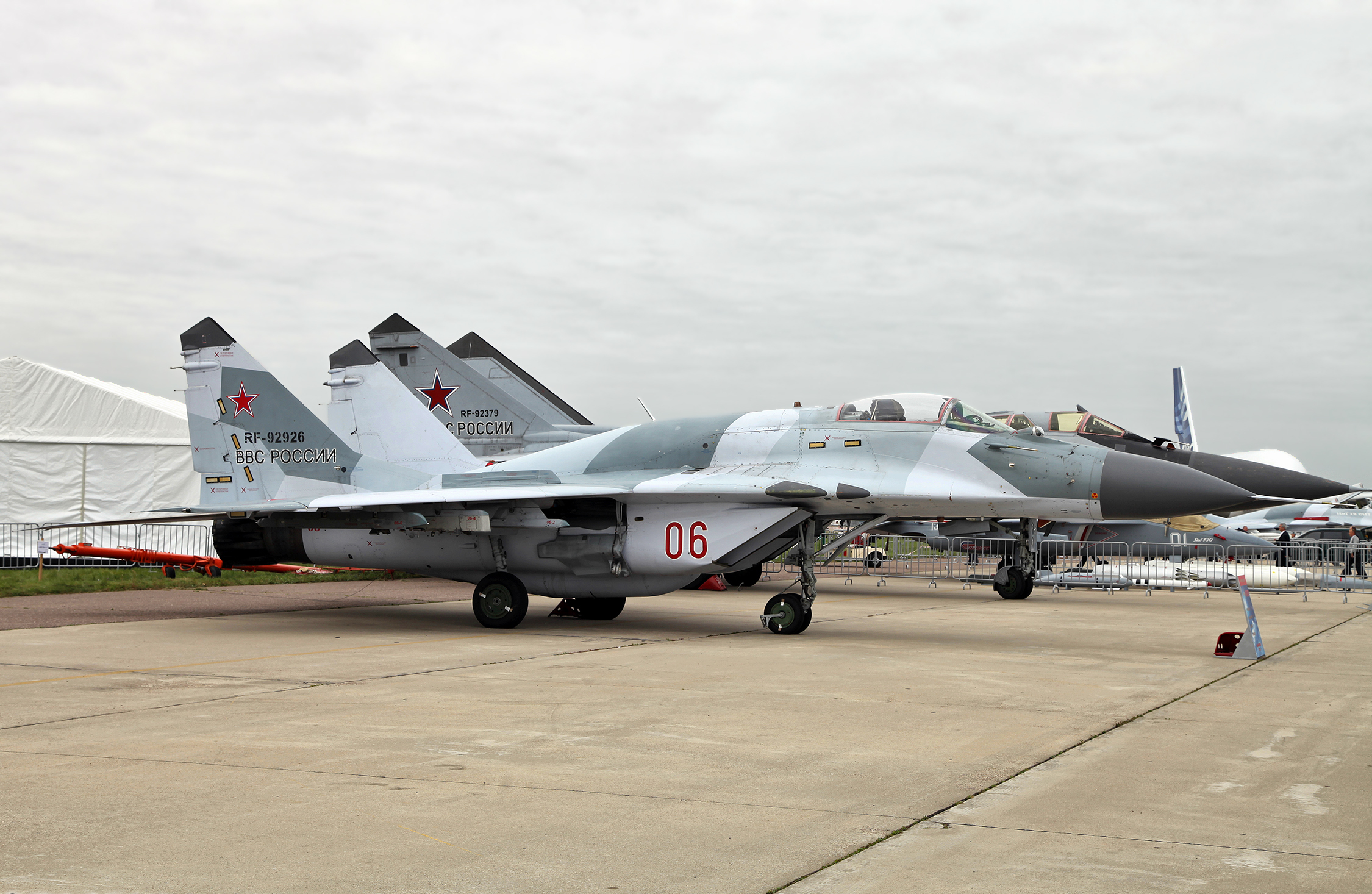
ロシア空軍のMiG-29SMT（9.19）。ドーサルスパインがより大きくなり、途中から大きく角度を変えてすぼまっている。
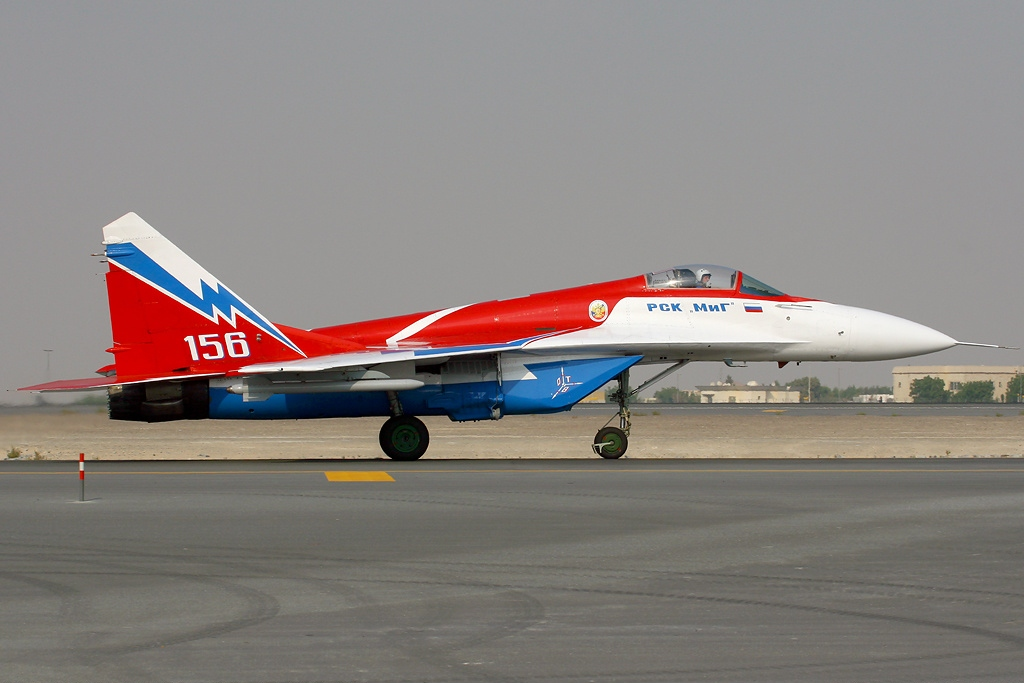
MiG-29M（9.15）を改修して推力偏向ノズルを取り付けた、MiG-29OVT。キャノピーが従来の9.12/9/13規格よりも高くなっているほか、ドーサルスパインもMiG-29（9.13）より大型化されている。

増槽
増槽については、9.12規格や9.51規格（MiG-29UB）では容量1,500リットルのPTB-1500を胴体下に1基搭載可能であった。9.13規格からはさらに容量1,150リットルのPTB-1150を、左右主翼下面内側のハードポイントに搭載可能となった。
また、マレーシア空軍向けのMiG-29N/UBN やロシア製近代改修型のMiG-29UBT/UBM/UPG-UB のように、9.12規格や9.51規格でも主翼下にPTB-1150増槽を搭載可能なように設計ないし改修された機体もある。
MiG-29M1/M2やMiG-29K/KUB、MiG-35ではPTB-1150増槽を搭載可能なハードポイントが4か所に増えたほか、胴体下の増槽についてもPTB-1500よりも大型のPTB-2150が搭載可能になった。
空中給油
空中給油プローブについては開発時や製造当初には装備されていなかったが、冷戦終結後は運用柔軟性の向上や、輸出商戦におけるライバルであるF-16やミラージュ2000に対抗する意味合いも兼ねて空中給油の能力を備えるようになった。
マレーシア空軍のMiG-29Nやロシア製近代化改修型のMiG-29SMT/UBTでは前部胴体左舷に折り畳み式の空中給油プローブが追加装備されたほか、ベラルーシ空軍のMiG-29BM やペルー空軍のMiG-29SMP/UBP では固定式のプローブを追加装備している。
また艦上戦闘機型のMiG-29Kでは、母艦であるロシア空母「アドミラル・クズネツォフ」やインド空母「ヴィクラマーディティヤ」および「ヴィクラント」がいずれもスキージャンプ発艦である関係上、開発当初の9.31規格から伸縮式のプローブが標準装備となっているほか、バディ給油用のPAZ-MK空中給油ポッドの運用能力を付与している。

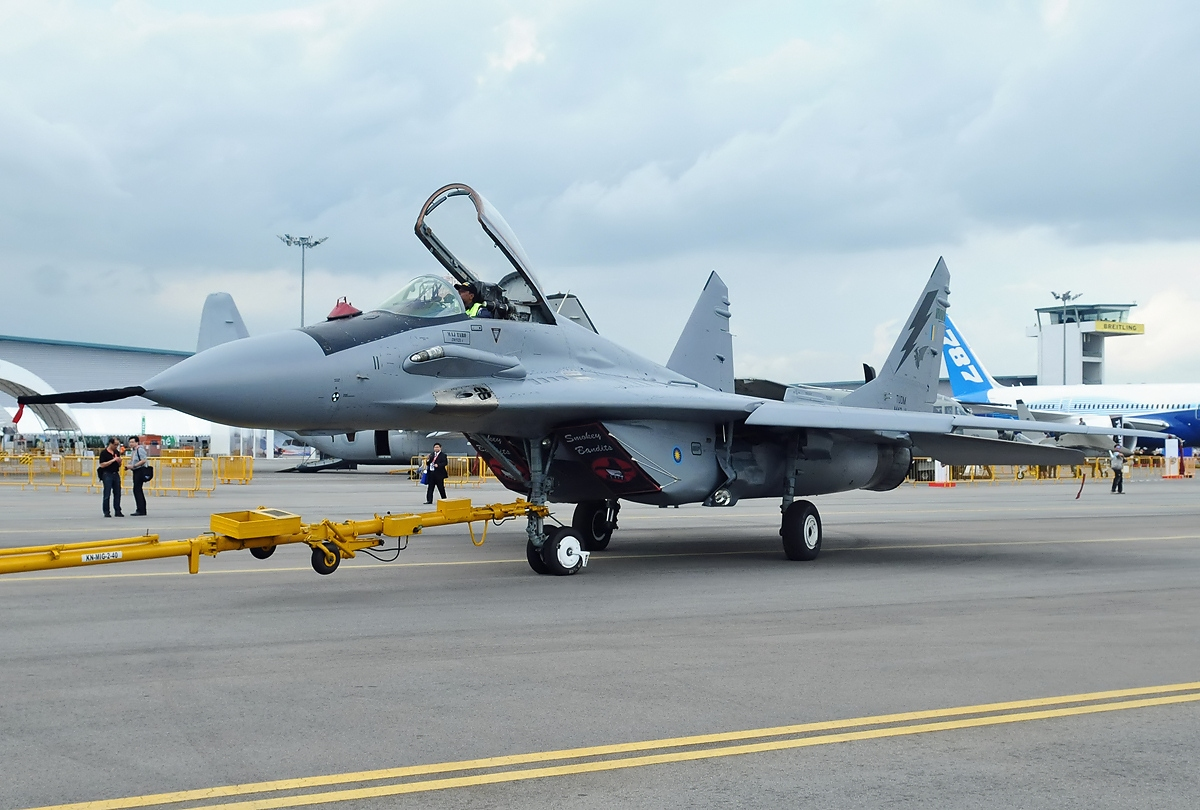
マレーシア空軍のMiG-29N。前部胴体左舷の、機関砲の砲口の上部に折り畳み式のプローブが後付け装備されている。
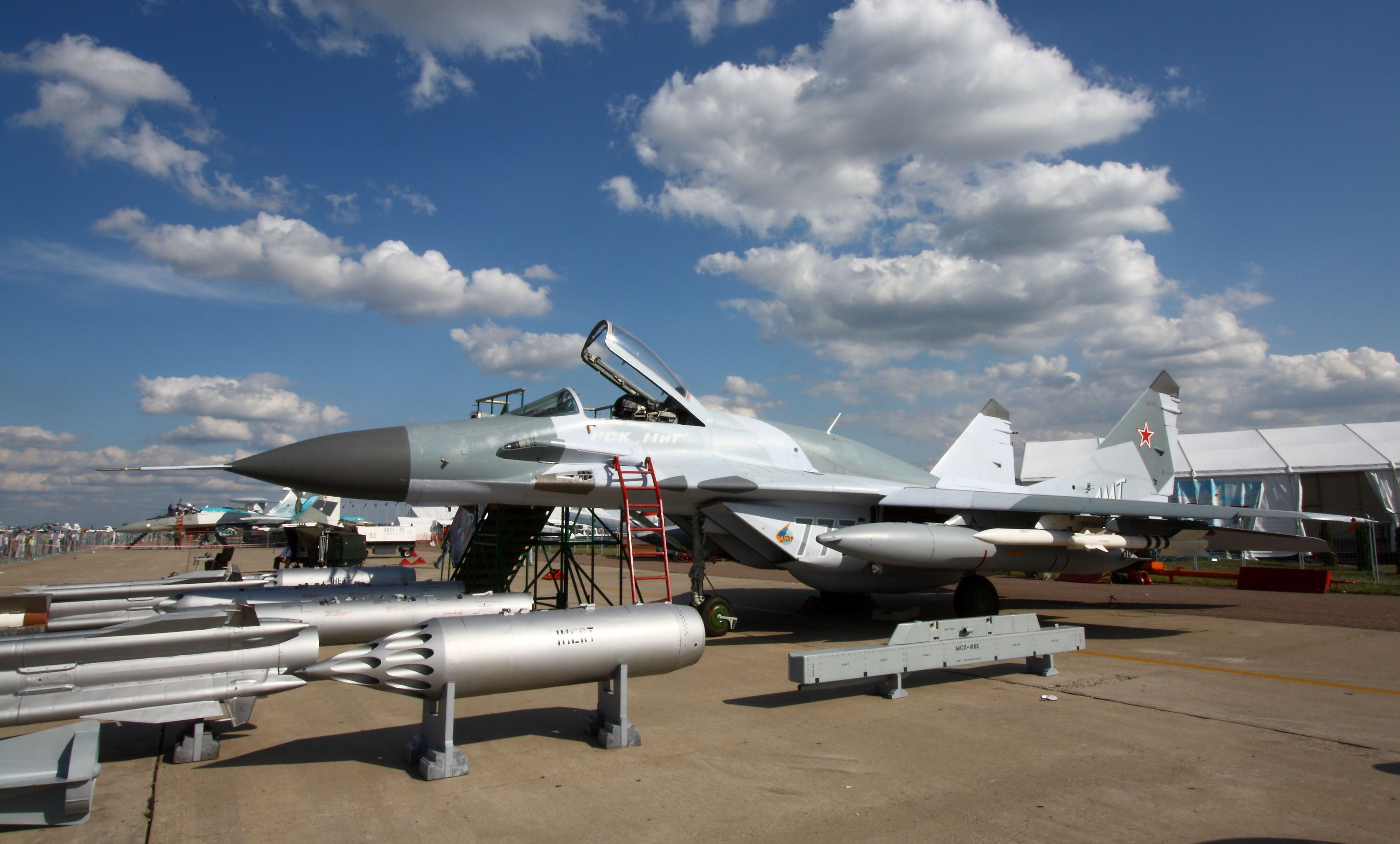
ロシア空軍のMiG-29SMT（9.19）。MiG-29Nと同型の空中給油プローブが、同じ場所に設置されている。
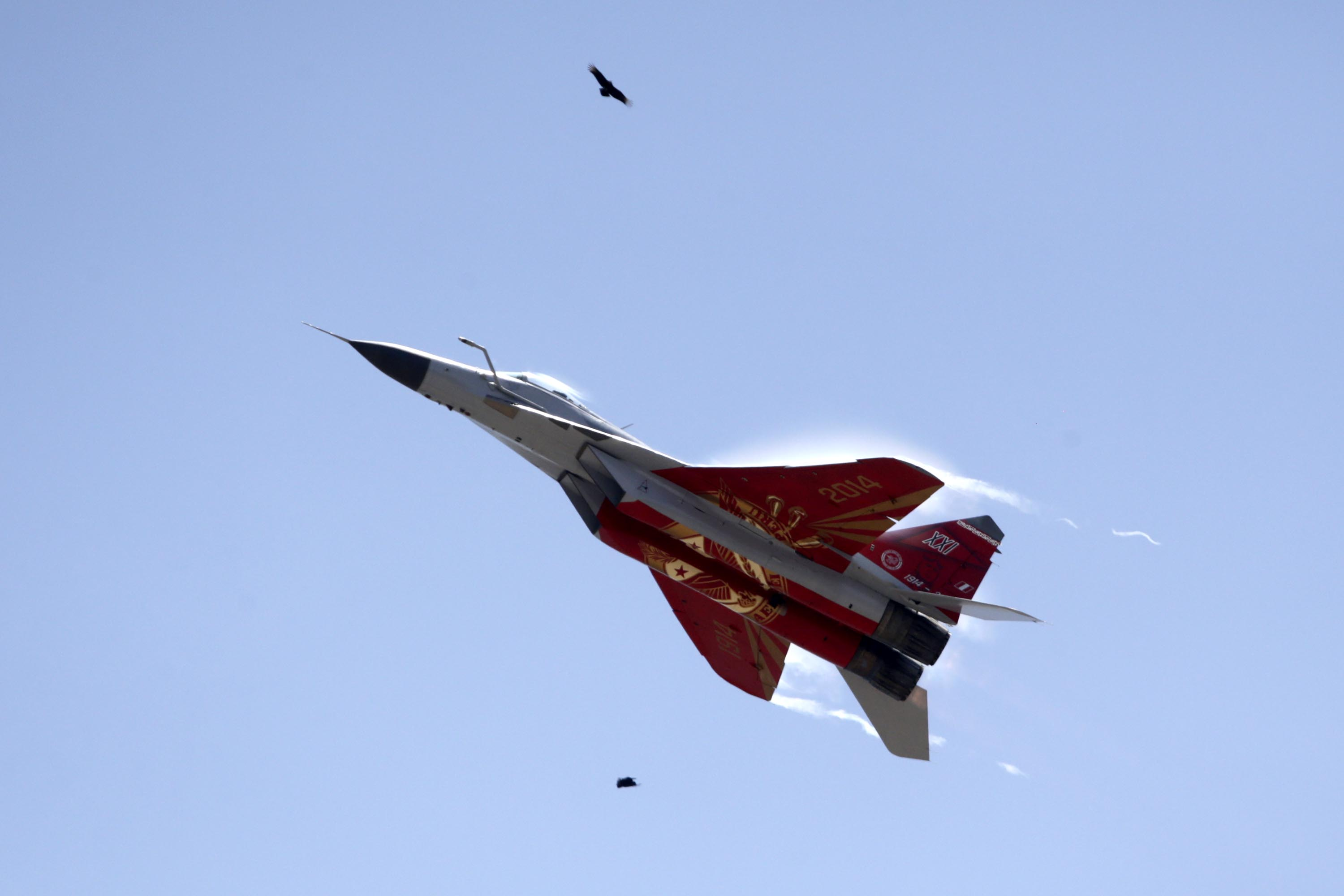
ペルー空軍のMiG-29SMP。機首左舷に固定式の空中給油プローブを装着している。
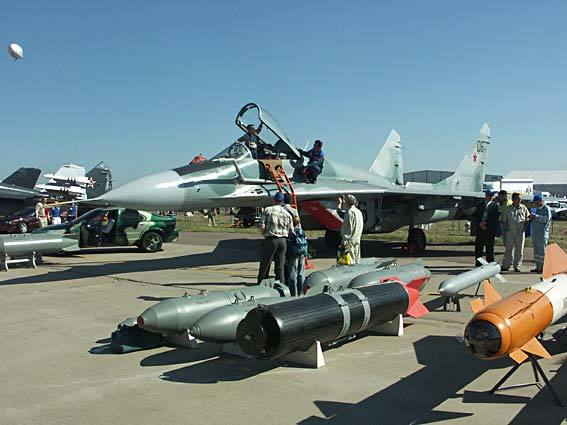
2005年のMAKSに出展されたMiG-29（ベラルーシ空軍のMiG-29BMの可能性もあるが、詳細は不明）。 MiG-29NやMiG-29SMTと同じ場所に、MiG-29SMPと同型の固定式のプローブを装備している。
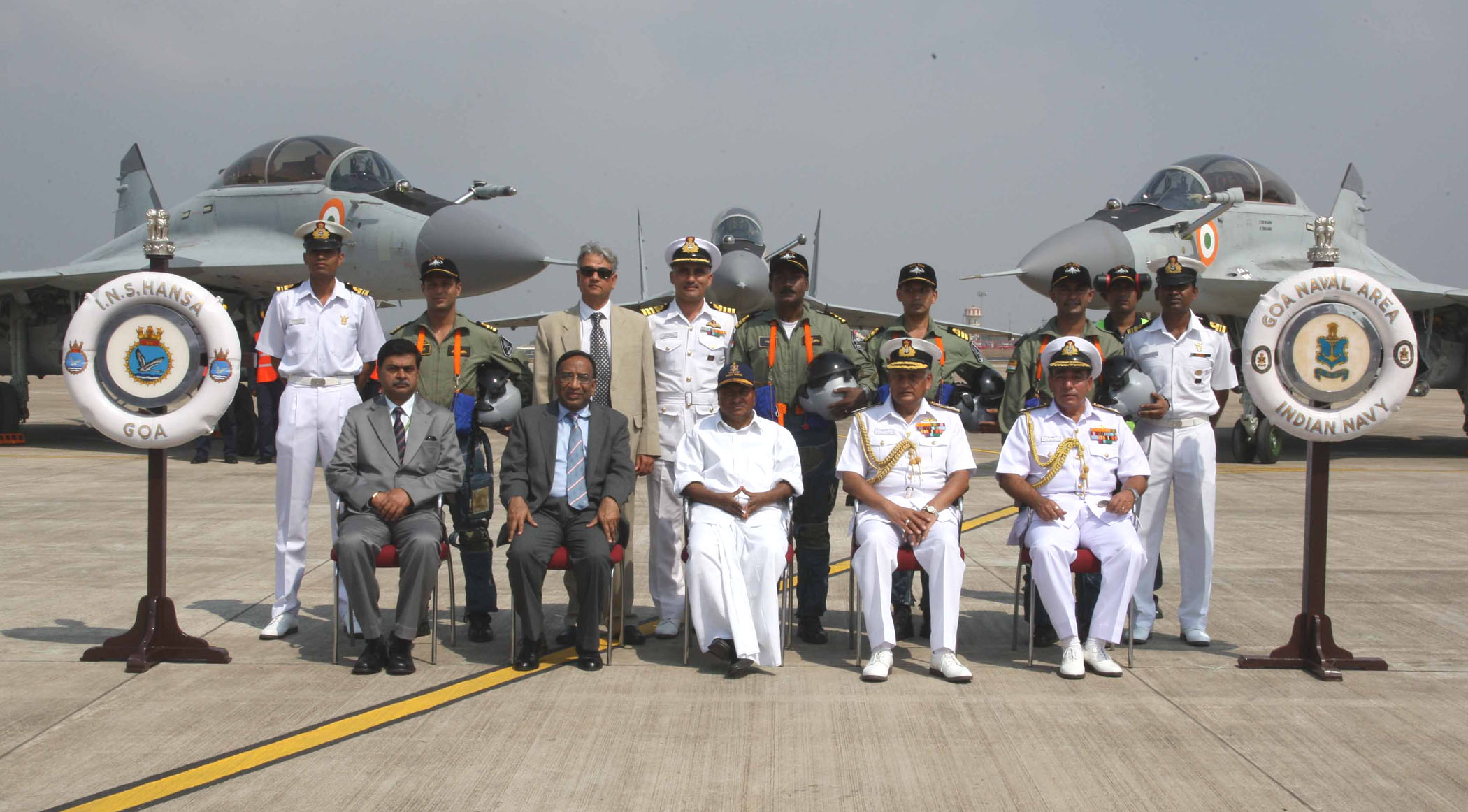
インド海軍のMiG-29K（9.41）、前部胴体左側面に、伸縮式の空中給油プローブが製造当初から装備されている。
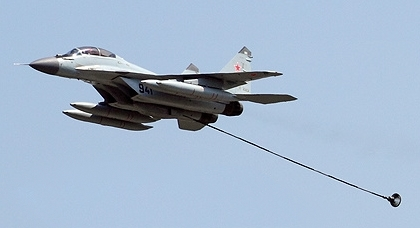
胴体下にPAZ-MK空中給油ポッド、主翼下に片側2本ずつのPTB-1150増槽を搭載したMiG-29K（9.41）。

### コクピット

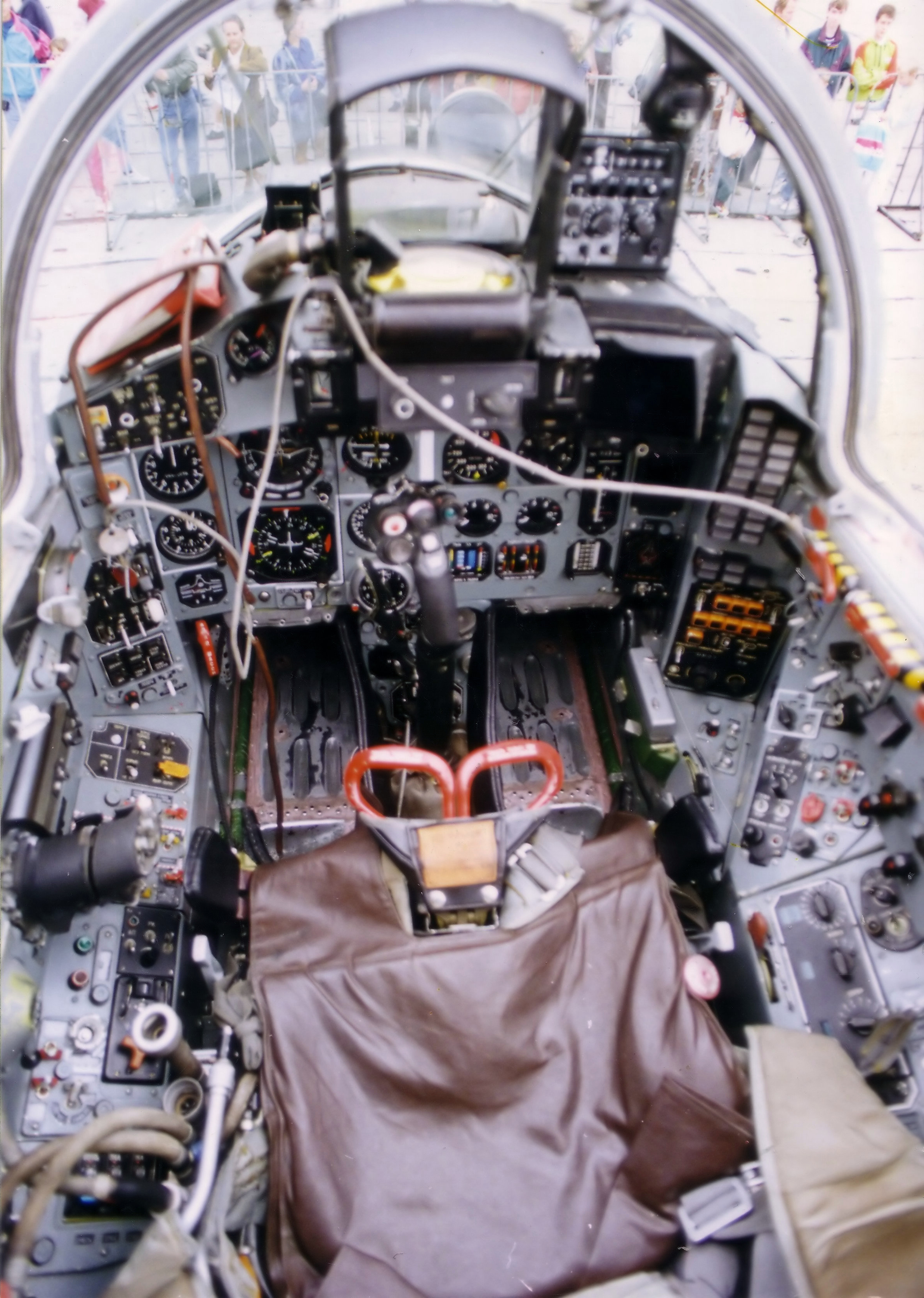
MiG-29のコックピット。正面のHUDとレーダーディスプレイ以外は、アナログ式の計器類が並んでいる。

コックピットには、前面にアナログ型の計器が並んでおり、前方中央上部にヘッドアップディスプレイ（HUD）がある。操縦桿とエンジンの出力を制御するスロットル・レバーには計10個のスイッチが装備されており、HUDに飛行に必要な情報を映し出すことで、パイロットが飛行中でも視線を逸らしたり手を離すことなく、スイッチを操作することができるHOTASを導入している。

### アビオニクス
機首には、ファザトロンN019ルービン コヒーレント型パルス・ドップラー・レーダーを搭載しており、最大探知距離は100km、目標の最大追跡距離は70kmで、ルックダウン・シュートダウン能力を持ち、最大で10目標追尾が可能で、中距離空対空ミサイルにより視程外射程（BVR)攻撃が可能である。複座型は前方のスペースを潰す形で座席を追加したため、一部を除いて簡単な測距レーダーしか搭載していない。
コックピットの風防前にはIRSTとレーザー測距装置の入ったセンサー収容部が装備されており、機軸中心線から右にオフセットで取付けられている。また、IRSTの最大探知距離は約15kmとなっており、このセンサーはヘルメットに装着されているShchel（露：Щель）またはSura（露：Сура）といったヘッドマウントディスプレイ（HMD）とも連動するようになっており、R-73ミサイルとの併用で機軸から左右60度の範囲に対するオフボアサイト能力を有する。また、自己防御装置としてはSO-69とSPO-15"ベリョーザ"の2種類のレーダー警報受信機と、BVP30-26Mチャフ・フレア放出器が装備されている。

### 兵装

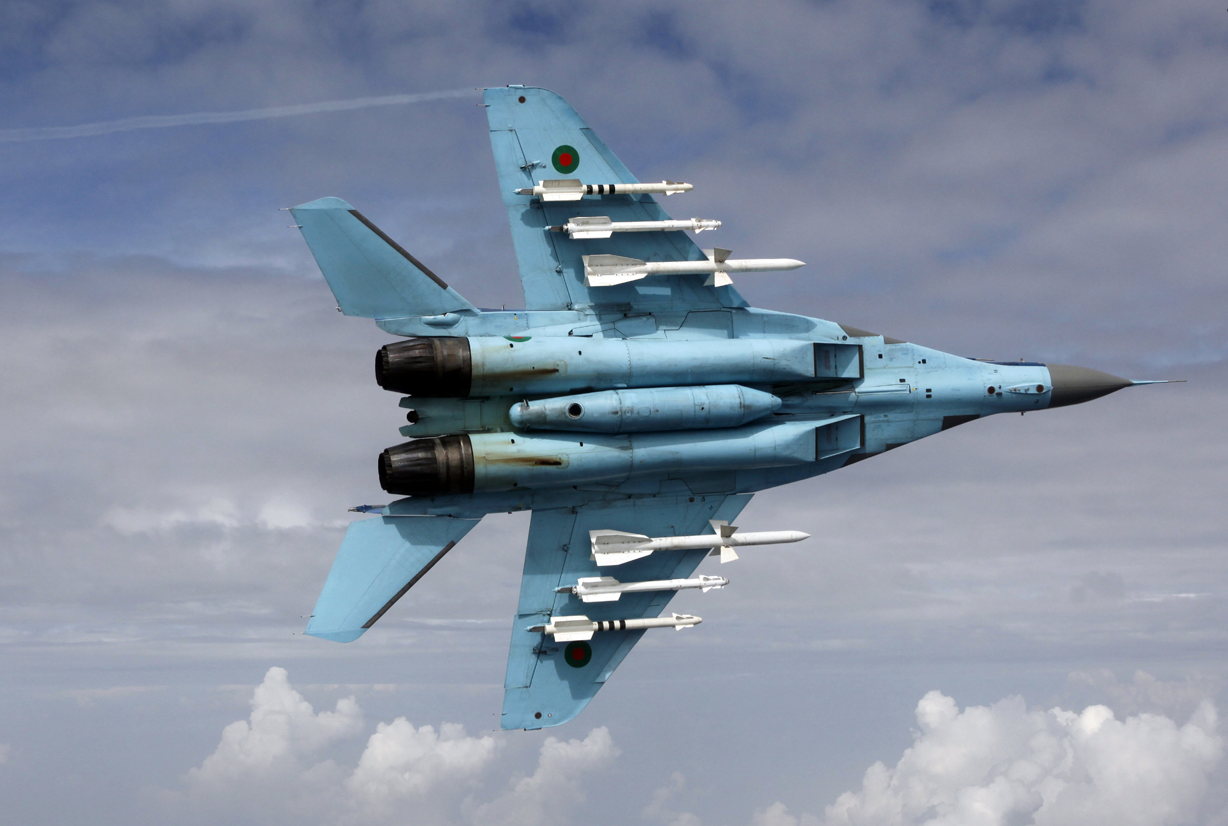
バングラデシュ空軍のMiG-29の胴体下。左右主翼下には3つずつのハードポイントがあり、内側にはR-27、外側2つにはR-73を搭載。胴体中心線下、左右エンジンナセルの間には増槽を搭載。

機関砲は、口径30mmのGSh-30-1を、左舷側LERXの付け根部分に1門装備している。
ハードポイントは、左右主翼下に3か所ずつ、胴体中心線下に1か所の計7か所であるが、胴体下ハードポイントはPTB-1500増槽専用となっており、兵装は全て主翼下に搭載される。
中距離空対空ミサイルは、R-27（AA-10アラモ）またはR-77（AA-12アッダー）を、短距離空対空ミサイルはR-60（AA-8エイフィド）またはR-73（AA-11アーチャー）を搭載できる。空対空ミサイルは合計6発までのミサイルを搭載できる。また、爆弾、ロケット弾ポッドなどの対地攻撃兵装も搭載が可能である。

## 配備

### ソ連・ロシア

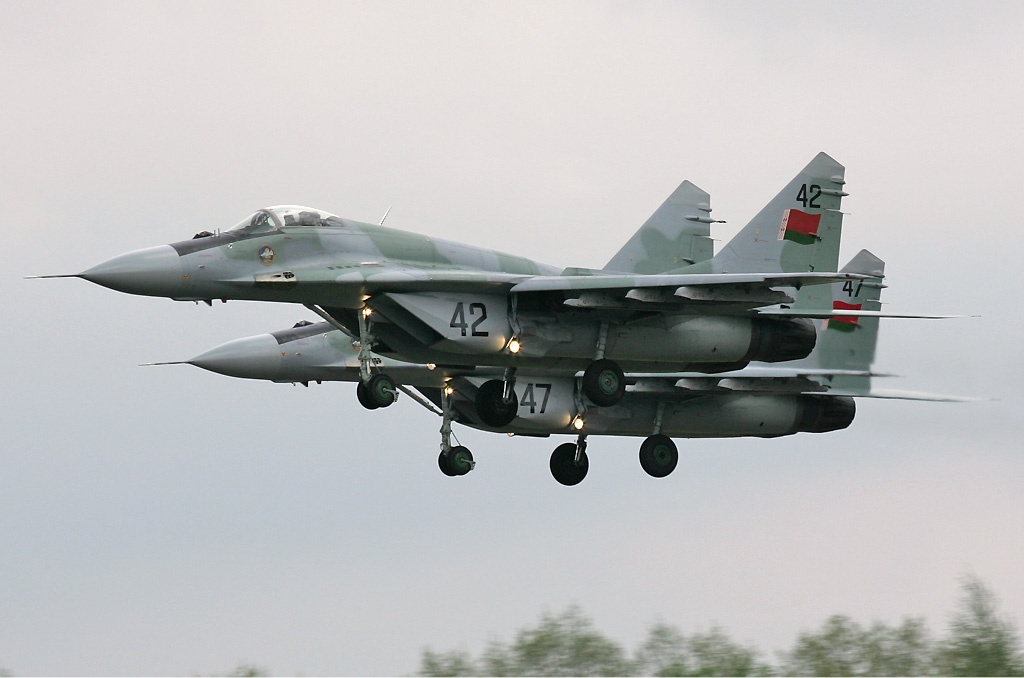
ベラルーシ空軍のMiG-29

初期生産型のMiG-29 «9.12»が、1983年末にソ連空軍の前線部隊に配備が開始された。前述の通りソ連空軍においては旧式機であるMiG-21が未だ主力として多数配備されていたが、それを急速に更新していった。生産開始当初は輸出もSu-27より遙かに順調で、ワルシャワ条約機構各国の他、アジアやアフリカを中心に多くの国で採用されたが、ソビエト連邦の崩壊以降は輸出面でもSu-27系列機の後塵を拝している。

### ヨーロッパ

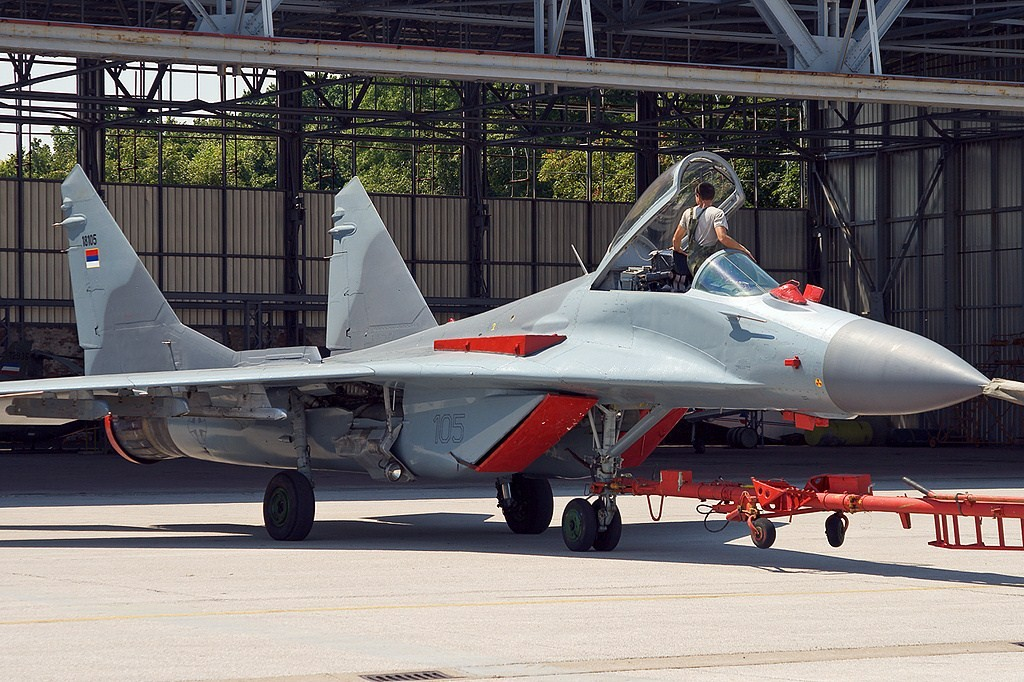
セルビア空軍のL-18

冷戦時代には、ワルシャワ条約機構に加盟する東ヨーロッパ各国にも輸出された。しかし冷戦終結後、軍事費の削減や維持費用がかさむことから、これまでMiG-29を運用してきた国々でも、退役や売却が進んでいる。
ドイツ連邦共和国では、東西ドイツ統一後に、東ドイツが導入していたMiG-29を24機保有するに至り、数少ない西側諸国が保有する東側戦闘機として各国との共同訓練に頻繁に参加させていた。同国のMiG-29Aは、NATO規格のMiG-29Gに改修されたものもあり、同様にいくつかのMiG-29UBはMiG-29GTに改修された。しかしながら、部品供給の問題と低い稼働率、さらにはユーロファイター タイフーンの導入により同国のMiG-29はすべて2005年に退役となった。そのほとんど（23機）は1機1ユーロという破格の値段でポーランドに売却されたが、これにはポーランドが運用する機体のNATO規格化改修をドイツに発注するという条件が付されており、ドイツにも利益のある取引となっている。
大半の国々は維持するだけでも非常に苦心しており、スロバキアは2005年前期にロシアで近代化改修を施すことを決定したものの、予算逼迫によりNATO規格化するための必要最低限の改修と若干の近代化改修しか施すことができずにいる。改修された機体は、MiG-29から改修されたものがMiG-29AS、MiG-29UBから改修されたものがMiG-29UBSと呼称されている。ブルガリアも、MiG-29は一時期退役状態となり、稼動状態にある戦闘機がMiG-21bis SAUのみとなっていたものが、2005年までにアメリカ合衆国の支援で再び現役に復帰した。しかしウクライナ侵攻により修理部品が供給されなくなり、運用不能に陥るという苦しい状況である。
セルビアは、アメリカ空軍をはじめとするNATO軍の攻撃（アライド・フォース作戦）により大きな損害を受けており、現在保有するMiG-29は数機のみとされている。しかし、2017年10月20日にロシアがセルビア空軍に6機のMiG-29を引き渡した。さらに2019年には、ベラルーシが中古のMiG-29を4機セルビアに追加で引き渡すことに合意した。こちらの機体は今までユーゴスラビア・セルビアが運用していた9.12規格（フルクラムA）よりも新型の9.13規格（フルクラムC）で、バラーナヴィチの第558航空機修理工場にてオーバーホールとアップグレードを行った後にセルビアに引き渡すこととなっている。
一方、ポーランドはチェコやドイツからMiG-29を買い取るなど積極的な政策を採っており、今後もF-16C Block52やSu-22M4とともに空軍の主戦力として維持していく方針である。

### アジア

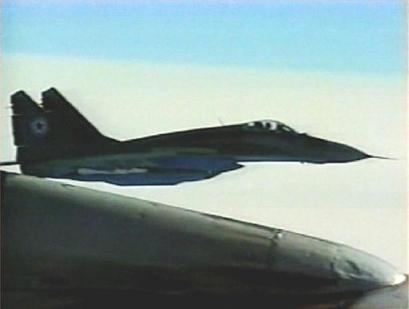
朝鮮人民軍空軍のMiG-29

日本においては、MiG-29は特に北朝鮮の戦闘機として知られている。北朝鮮のMiG-29は1987年に配備が始まり、MiG-29 «9.12B»  13機とMiG-29 «9.13»  3機、MiG-29UB 2機の18機がソ連から輸出された。合わせて、当時最新鋭のMiG-29S «9.13S»のノックダウン製造設備が提供され、1992年に部品供給が止まるまでに3機の国産化に成功した。その存在は長らく西側諸国には不明だったが、2003年3月にアメリカ軍のRC-135偵察機を同国軍のMiG-29とMiG-23が迎撃、威嚇したことが大きく報じられ、撮影された映像からMiG-29 «9.13»系の機体であることが判明した。MiG-29は、Su-25と共に第1飛行戦闘近衛師団の第55飛行連隊に所属し、順川市の順川空軍基地に配備されている。2010年代前半までは、機体の上面を濃緑色、下面を水色に塗装していたが、2010年代後半以降は濃淡2色の灰色迷彩に変更された。
北朝鮮以外では、2001年にミャンマーがMiG-29B 10機とMiG-21UB 2機をベラルーシから輸入し、新規に購入したMiG-29 «9.12»SEおよび近代化改修したSMを含め31機を配備している。2011年以降、モンゴルがMiG-29UPG 6機をSu-27UB 4機と共に購入することを発表したほか、マレーシアは16機を運用し、バングラデシュ空軍がベラルーシで近代化したMiG-29BM/UBを8機配備している。一方でイエメンはMiG-29SMTを購入するなど44機を保有したが、イエメン内戦の混乱やサウジアラビアの軍事介入で、2017年までに23機まで減少している。また、2008年12月17日に発表されたレバノンへ中古機10機の無償譲渡は、レバノン政府がMi-24の購入に代えて辞退した。
イラクでは、フセイン政権時代後期の1987年にMiG-29（フルクラムA）36機とMiG-29UB（フルクラムB）6機を発注。1991年の湾岸戦争当時は空軍の最新鋭機であり、イラク側はイギリス空軍のトーネード1機を撃墜したと主張したが、代わりに5機が撃墜された。戦争後期にはほとんど出撃せず、一部はイランに退避している。湾岸戦争後も少数が残っていたが、部品供給の途絶により運用能力が低下し、2003年のイラク戦争では迎撃に出た機体はいなかった。
インドでは、インド空軍とインド海軍が配備している。インド空軍のMiG-29は、2020年に追加購入と保有機体の改修計画が発表されている。インド海軍のMiG-29はヴィクラマーディティヤおよびヴィクラントの艦載機として運用されており、ジューク-ME火器管制レーダーと、最新仕様のRD-33MKエンジンを搭載する。電子機器に西側系の機器を搭載予定だったが、ロシアのクリミア侵攻に伴いロシアへの輸出禁止措置が取られたため、インドが部品と機体を輸入して、ロシア人技術者がインド国内で機器を設置するという折衷案が取られている。この結果、機器が稼働するかどうかが不透明となった上に、MiG-29Kの性能自体（特にエンジンとフライ・バイ・ワイヤ）にもインド海軍が不満を持っているという情報がある。

### アメリカ

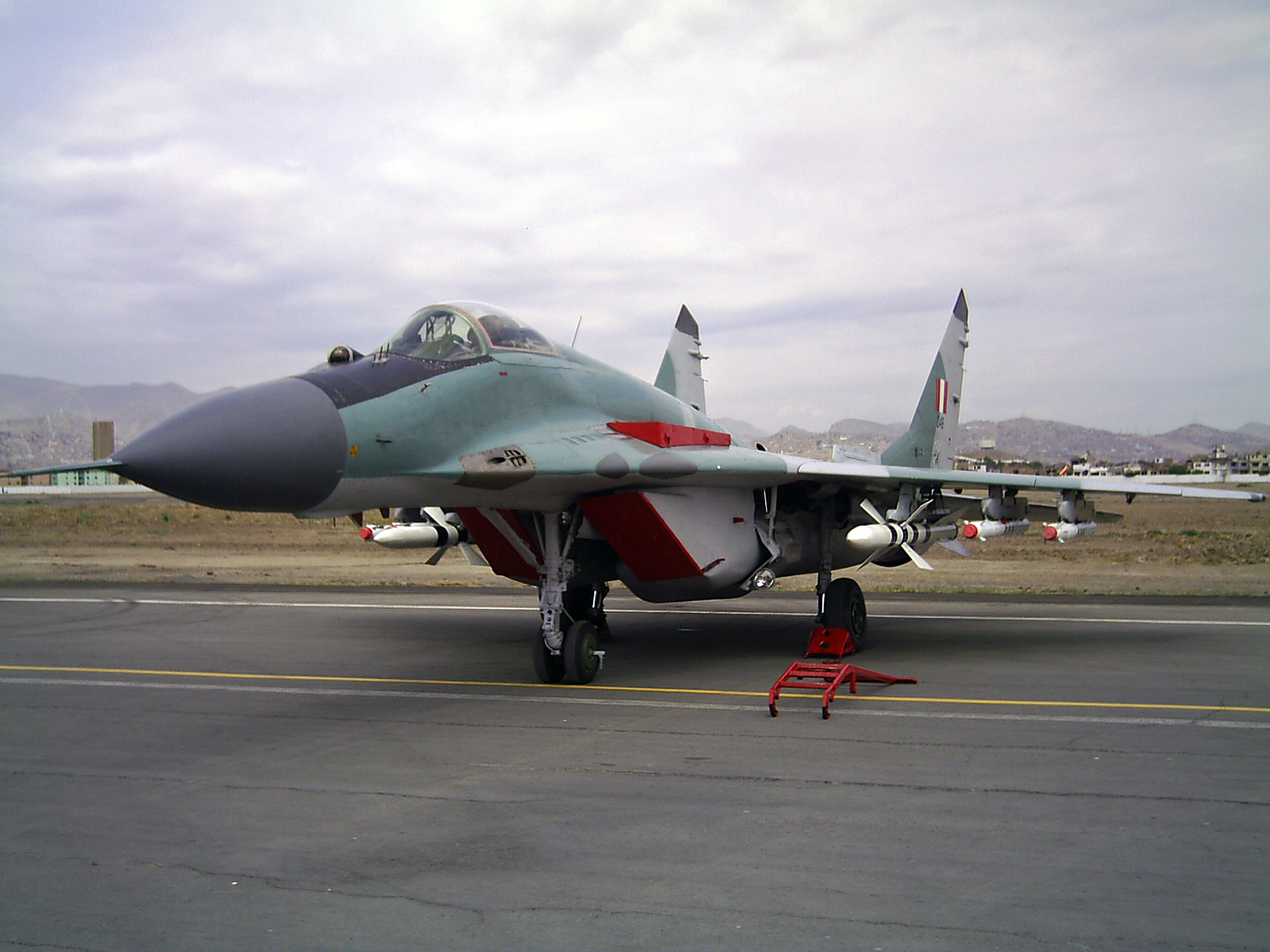
ペルー空軍のMiG-29SE

キューバ空軍がMiG-29«9.12A» 2機とMiG-29U 1機を運用するほか、ペルー空軍が19機を配備する。ペルーでは1995年のセネパ紛争を受けて新型戦闘機の調達を計画し、当初ロシアとMiG-29の導入交渉を行っていたが難航。代わってベラルーシが名乗りを上げ、16機のMiG-29と4機のMiG-29UBを搭載兵装と共に中古で売却した。
ベネズエラがMiG-29SMTの購入を予定していたが、2005年10月11日にMiG-29M2と複座型の購入をキャンセルし、ベネズエラ空軍で運用しているミラージュ5およびF-16の後継機を再考した。候補としては、Su-30MK、Su-35、F-7などが挙げられたが、最終的にSu-30MK2が配備された。また、エクアドルもMiG-29SMTも購入を決めたとされていたが、その後購入を断念した。
また、アメリカ合衆国は、モルドバからイランへの転売が企図されていたMiG-29各型21機を入手し、その特性を研究していたが、試験はすべて終了し、数機がアメリカ空軍のネリス空軍基地に存在している。

### アフリカ

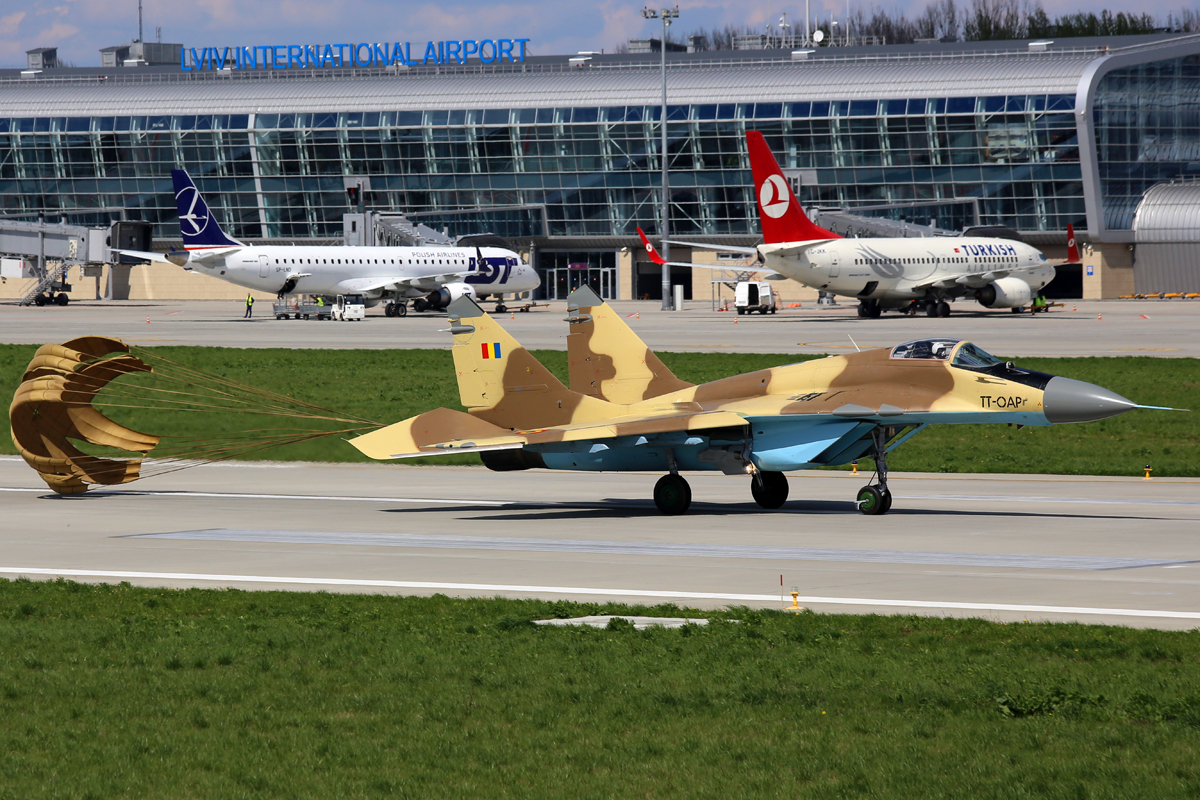
リヴィウ国際空港にて撮影された、チャド空軍のMiG-29

スーダンへはMiG-29が12機輸出されたが、スーダンでは政府が支援すると見られるアラブ系武装勢力によるアフリカ系住民の虐殺問題（ダルフール紛争）があるため、ロシアの行動は国際的な非難を浴びた。しかしながら、ロシアは輸出するMiG-29は対地攻撃能力がないため問題はないと主張し、予定通り輸出を行った。その結果、2003年末-翌2004年6月にかけて計10機のMiG-29EShと2機のMiG-29UBがAn-124 ルスラーン輸送機によって輸送され、スーダン空軍の第2戦闘迎撃飛行隊に配備された。
チャドは2014年に、自国が保有しているMiG-29の写真を公表した。チャド空軍が保有する3機の具体的な入手先は不明だが、ウクライナから輸入された中古機と推定されている。事実、2009年に当時の大統領イドリス・デビの弟ウマルと空軍参謀長がウクライナに赴いて、3機のMiG=29を入手するための交渉を行ったことを明らかにしている。エリトリア空軍が7機を配備したが、エチオピアとの国境紛争で若干機を失った。アルジェリアは1999年から2003年に複数のMiG-29Sをベラルーシとウクライナから輸入した。その後、MiG-23MSやMiG-23BNなどの代替としてMiG-29SMTを購入したが、品質の悪い部品が使われているとして受領を拒否され、代替機としてSu-30MKAを16機追加発注した。その後、2019年にMiG-29MとMiG-29M2を発注した。

## 戦歴
MiG-29は、機動性には優れていると評価されていたが、実戦では十分な支援を受けた敵方との戦闘が相次いだことから、湾岸戦争では5機（イラク空軍機）、コソボ紛争では6機（ユーゴスラビア連邦共和国/セルビア所属）のMiG-29 var.Bが撃墜されるなど、芳しい戦果を挙げられずにいた。
MiG-29が真価を見せたのは、双方共に十分な支援を得られなかったエチオピアとエリトリアの国境紛争におけるSu-27との空戦および2009年南オセチア州の帰属に関してロシア・ジョージア（サカルトヴェロ）間に発生した南オセチア紛争においてである。
また、インド空軍のMiG-29は1999年のカルギル戦争において、レーザー誘導爆弾を用いての精密攻撃を行うミラージュ2000の護衛機として活動した。
2019年にはロシア空軍のMiG-29がジョージアの無人偵察機をミサイルで撃墜している。

### エチオピア・エリトリア国境紛争
（エチオピア：Su-27 2機/エリトリア：MiG-29 4機）
1999年2月25日に行われた戦闘は、まず、エリトリアのMiG-29が、前線を哨戒飛行中であったエチオピアのSu-27をバドメ上空で迎撃したところから始まった。エチオピアのSu-27は当時配備間もなく、エリトリア側のパイロットたちはこれを排除せねばならないと考えていた。まず、MiG-29はR-27中距離レーダー誘導空対空ミサイル数発を敵機へ発射したが命中せず、逆にSu-27は引き返して搭載するR-27全弾を発射して反撃した。しかしながら、これもすべて命中せず、接近戦に縺れ込むこととなった。その結果、R-73短距離赤外線誘導空対空ミサイルによってエリトリアのMiG-29が1機撃墜されたとされる。その後、エリトリアは、さらに2機のMiG-29を失ったとされる。なお、エチオピアのSu-27は、2機ともエチオピア人による操縦で、エリトリアのMiG-29は、ウクライナ人教官とエリトリア人による操縦であった。
1999年2月25日の空中戦の24時間後、同空域においてMiG-21による攻撃部隊を護衛中のエチオピアのSu-27S 1機が、アスマラ方面から飛行してきたエリトリアのMiG-29UB練習戦闘機1機を撃墜しているが、この際のSu-27Sパイロットは女性（Capt. Aster Tolossa）であったとされる。ただし、ここでも情報は錯綜しており、撃墜したのは彼女ではなく、また、エチオピアで初の女性パイロットが誕生したのは2004年6月であり、プロパガンダに過ぎないとするものや、彼女は撃墜したのではなく強制着陸させたのであるとする情報もある。
エリトリアは、その後それ以上MiG-29の損失を増やすことを避けるため、敢えてSu-27に空中戦を挑むことはなくなったとされる。また、その後MiG-29を追加購入するとともに、Su-27をウクライナから導入している。こうした一方、近年アスマラで行われたエリトリア独立10周年記念パレードでは、数機のMiG-29がMi-8やAB.412とともに上空パスを行う様子がテレビで放映され、エリトリアはMiG-29の健在をアピールしている。
情報が錯綜しているため、以下のような異説がある。
- エチオピアのSu-27が撃墜された。
- エチオピアのパイロットはエチオピア人ではなくロシア人である。
- ACIG には以下のような戦闘結果が掲載されている
1999年2月25日、エチオピア空軍第5飛行隊に所属するロシア人傭兵操縦のSu-27が、合計6発のR-27でエリトリア空軍第5飛行隊のMiG-29を2機撃墜、R-73で1機撃墜。
同年2月26日、Su-27が、R-73若しくは30mm機関砲でMiG-29を1機撃墜（Asther Tolossa撃墜と言われているもの）。
同年5月18日、パイロット不明のSu-27が、合計4発のR-27でMiG-29を2機撃墜。
2000年5月16日、エチオピア人パイロット操縦のSu-27が、2発のR-27でMiG-29を1機撃墜。
同年5月18日、エチオピア人パイロット操縦のSu-27が、2発のR-73でMiG-29を1機撃墜。

以上Su-27とMiG-29の間での交戦記録に関するもの
- 同ソース より、これ以外の同期間におけるMiG-29関連の戦闘結果は以下のように紹介されている
1999年2月25日、エリトリア空軍第5航空隊に所属するパイロット不明のMiG-29が、2発のR-27でエチオピア空軍のMiG-23を1機撃墜。
同年2月26日、エチオピア人義勇兵が合計2発のR-73でMIG-21を2機撃墜。
2000年5月18日、エリトリア人パイロットが2発のR-27でMiG-21を1機撃墜、GSh-30-1 30mm機関砲でMiG-21を1機撃墜。

### 2022年ロシアのウクライナ侵攻
2022年ロシアのウクライナ侵攻においては、ウクライナとロシアの双方でMiG-29を運用している。ウクライナ空軍に所属する「キーウの幽霊」と呼ばれるMiG-29のパイロットは、ロシア軍のSu-35、Su-25、Su-27、MiG-29を撃墜したとされているが、これらの情報は航空団の総合戦果を一人のパイロットとして祭り上げたプロパガンダかフェイクニュースとされている。
また、同年5月28日には、ウクライナ空軍のMiG-29がロシア航空宇宙軍に属するSu-35を撃墜したとの情報もある。
同年8月30日、ウクライナ空軍公式ツイッターがAGM-88 HARM対レーダーミサイルを搭載したMiG-29の動画を公開した。

## 派生・発展型
«»は製品番号
«9»
設計局内での試作機のコードネーム。プロイェークト9（Проект 9）とも。偵察衛星で存在を確認したアメリカは、当機をラムL（Ram-L）と呼んで識別した。
MiG-29A
搭載するN019 ルービンレーダーの開発失敗に備えるために、MiG-23MLのレーダーを改良した「ヤンターリ」を搭載した計画案。実機制作前にルービンの開発の目処が立ったため制作されず。
MiG-29 «9.11»
プロトタイプ。

### MiG-29 «9.12»（フルクラムA）系列
MiG-29 «9.12»
ソ連国内向けの基本型。初飛行は1977年。NATOではフルクラムA（Fulcrum-A）と呼んで識別した。
MiG-29 var.A «9.12A»
ワルシャワ条約機構加盟国向けのダウングレード輸出型。同条約機構解散後は9.12B規格に改修されたとも言われている。
MiG-29G
MiG-29 var.Aの統一ドイツでのNATO規格改修型で、20機が改修された。改修の内容は以下の通り。
- NATO規格の敵味方識別装置を搭載。
- 新型の通信機器や、戦術航法装置などを搭載。
- 計器類（高度計や速度計など）の単位を、ソ連で一般的なメートル法から、西側で一般的なヤード・ポンド法に変更。
- 機体背面と左エンジンナセル腹面に衝突防止ビーコンを搭載。
- GPS航法装置を追加（7機のみが追加）。

MiG-29 «9.12M»
ウクライナにおける近代化改修型。リヴィウ航空機修理工場で実施された。最初の機体はウクライナ海軍に配備されたとされるが、改修対象となった機数は不明。改修機は2008年より部隊配備される。また、それに先駆けて同様の改修を受けた機体がアゼルバイジャンに提供されている。
MiG-29AS
スロバキア空軍のNATO規格改修型で、2005年に初飛行。10機がMiG-29 var.Aから改修された。改修の内容は以下の通り。
- MIL-STD-1553Bデータバスの装備
- BAEシステムズ製のAN/APX-113(V) 敵味方識別装置を装備。
- ロックウェル・コリンズ製のAN/ARC-210(V)デジタル式無線機を装備
- ロックウェル・コリンズ製のAN/ARN-147 VOR/ILS受信機を装備。
- ロックウェル・コリンズ製のAN/ARN-153(V) TACAN航法装置を装備。
- コックピットのIPV-2白黒レーダーディスプレイを、MFI-54 1色液晶式多機能ディスプレイに換装するとともに、計器類をメートル法からヤード・ポンド法に変更。

MiG-29 var.B «9.12B»
ワルシャワ条約機構加盟国以外の国向けのダウングレード輸出型。
L-18
MiG-29 var.Bのユーゴスラビア（現セルビア）での呼称。
MiG-29ESh
MiG-29 var.Bのスーダン向け輸出型。輸出された2003年頃、スーダンはダルフール紛争による国際的非難を浴びており、兵器輸出を行ったロシアは当機について対地攻撃に使用できない派生型であるため紛争とは無関係であると説明している。
MiG-29S «9.12S»
9.12規格の能力向上型。レーダーをN019Mトパーズに更新し、R-77の運用能力を付与。
MiG-29SE «9.12SE»
MiG-29S  «9.12S»の輸出型。
MiG-29SD
輸出向けに開発された、9.12S規格に準じたアビオニクスを搭載した9.12規格機。主翼下にPTB-1150増槽を装備可能となっているほか、前部胴体左側面に折り畳み式の空中給油プローブを装備。初飛行は1995年。
MiG-29N
MiG-29SDのマレーシア向け輸出型。初飛行は1998年。16機製造。

### MiG-29 «9.13»（フルクラムC）系列
MiG-29 «9.13»
9.12規格の改良型であり、背面タンク拡大により燃料搭載量が増えたほか、自衛用のガルデニヤ（Гардения）電波妨害装置を搭載している。初飛行は1984年。NATOではフルクラムC（Fulcrum-C）と呼んで識別した。
MiG-29S «9.13S»
9.13規格の能力向上型。レーダーを改良型のN019Mトパーズに変更し、R-77の運用能力を付与。機体構造を強化し最大兵装搭載量を4,000kgに増強する。初飛行は1989年。
MiG-29SE «9.13SE»
9.13規格の輸出型。
MiG-29SM «9.13SM»
MiG-29Sの能力向上型。初飛行は1995年。機体構造を強化して兵装搭載量を4,000kgに増強し、テレビ画像式のKh-29TやKAB-500Krの運用能力を付与。さらに折り畳み式の空中給油プローブを装備。MiG-29S «9.13S»から3機が試作機として改修された。。
MiG-29SMP
ペルー空軍のMiG-29を、MiG-29SM規格に近代化改修した型。後述するベラルーシ製のMiG-29BMと同様に固定式の空中給油プローブを装備している が、関連は不明。
MiG-29BM
9.17規格の技術を応用したベラルーシ空軍及び防空軍向けの9.13規格機の能力向上型。初飛行は2003年で、2005年のMAKSで一般公開された。
レーダーを地上目標識別及びグラウンドマッピング能力を持つN019MPに換装したほか、コクピットのモノクロ式レーダーディスプレイをMFI-55 カラー液晶式多機能ディスプレイへ換装したり、固定式の空中給油プローブを追加したりするなどの改修が行われており、新型空対空ミサイルのR-77や、精密誘導兵器であるKh-25、Kh-29、Kh-31、KAB-500L/Krなどの運用能力が付与されている。実際の改修はバラーナヴィチの第558航空機修理工場で実施された。。
MiG-29MU1
ウクライナにおける9.13規格の近代化改修型の第1段階。リヴィウ航空機修理工場で改修され、2009年に初飛行。以下の改修が行われている。
- N019ルービン・レーダーをN019U1に改修し、捜索可能距離を10～20％延伸。
- OEPS-29 IRST/レーザー測距儀の改修で、捜索可能レンジを2倍に延伸。
- オリゾン・ナビゲーション製のSN-3307-01 GPS/GLONASS衛星航法装置を追加。
- その他新型のフライトデータレコーダーやICAO基準合致のトランスポンダー等の設置。

MiG-29MU2
ウクライナにおける9.13規格の近代化改修型の第2段階。2014年のドンバス戦争開戦に伴い、空対地ミサイル及び誘導爆弾の運用能力付与による対地攻撃能力の強化も決定された。2018年にリヴィウ航空機修理工場にて試作機の改修が始まり、翌2019年に試作機が初飛行するが、ロシア軍全面侵攻の開始に伴い運用試験は中止された。改修内容は以下の通り。
- 改良型のVOR/ILSシステム、Kurs-93M-Vを搭載
- Omut電子戦システムを搭載
- TV画像誘導方式の、Kh-29T空対地ミサイルおよびKAB-500Kr誘導爆弾の運用能力を付与。

### MiG-29UB «9.51»（フルクラムB）系列
MiG-29UB «9.51»
複座練習機型。オリジナルの単座型の座席より前部に訓練生用の前席を追加しており、単座型よりも機体の全長が10cm長くなっているが、レーダーやチャフ/フレア・ディスペンサーを装備していないため、戦闘能力は限定的。初飛行は1981年。NATOではフルクラムB（Fulcrum-B）と呼んで識別した。
MiG-29GT
MiG-29UBの統一ドイツでのNATO改修型。4機がMiG-29UBより改修された。
MiG-29UBS
MiG-29ASに準ずる複座練習機型。2機がMiG-29UBより改修。
NL-18
MiG-29UBのユーゴスラビア（現セルビア）での呼称。
MiG-29NUB
マレーシアのMiG-29Nの複座練習機型。2機製造。
MiG-29UBP
ペルー空軍のMiG-29SMPに準じた複座練習機型。

### MiG-29SMT/UBT系列
ロシアによる大規模な近代化改修型。既存の9.12規格（フルクラムA）や9.13規格（フルクラムC）、MiG-29UB（フルクラムB）を後述のMiG-29M（9.15規格）の技術を用いて改修している。
MiG-29SMT «9.17»
胴体背面部のドーサルスパインを大型化して燃料搭載量を増やすと共に、テイルコーンやエアブレーキもMiG-29M（9.15規格）と同様の形状に改修。レーダーはN019MPトパーズを搭載。初飛行は1998年。
MiG-29UBT «9.52»
MiG-29SMT «9.17»の複座戦闘攻撃機型。こちらも既存のMiG-29UB «9.51»を改修する形で製造された。初飛行は1998年。MiG-29SMT «9.17»と同様にドーサルスパインを大型化し、テイルコーンやエアブレーキもMiG-29M «9.15»と同様の形状に改修。機首にオサ-2レーダーを搭載することで、R-27R/ERやR-77、Kh-31Aなどのレーダーロックオン・誘導が必要な兵装の運用能力も付与。

MiG-29SMT «9.18»
9.17A規格をベースとしてさらに改良したモデル。9.17規格で採用された大型のドーサルスパインは廃止され、外見上では従来型の9.12規格や9.13規格との見分けはつけづらくなっている。イエメンが採用。
MiG-29UBM «9.53»
9.18規格に準じた複座戦闘攻撃機型。MiG-29UBT «9.52»と異なりレーダーは搭載していないため、レーダーによるロックオン・誘導が必要な兵器（中射程空対空ミサイルのR-27R/ERやR-77、空対艦ミサイルのKh-31Aなど）の運用能力が削除されているが、それ以外の精密誘導兵器（Kh-25、Kh-29、Kh-31P、KAB-500L/Krなど）の運用能力は維持されている。イエメンやロシアで採用。
MiG-29SMT «9.19»
9.18規格をさらに改良したモデル。ドーサルスパインは前半分は9.17規格と同様の形状になり、後ろ半分は急速にすぼまる構造を採用し、テイルコーンやエアブレーキは従来の9.12/9.13規格の物を維持しつつ燃料搭載量を増やしたもの。アルジェリアとロシアが採用した が、後にアルジェリアは品質の悪い部品が使われているとの理由で発注をキャンセルし、受領済みの機体15機も全てロシアに返品した。
MiG-29UPG «9.20»
9.19規格機のインド仕様。一部のアビオニクスをフランス製やイスラエル製、インド製に変更している。
MiG-29UPG-UB «9.53I»
9.53規格機のインド仕様。

### MiG-29M（フルクラムE）系列
MiG-29の兵装搭載量を増やし、各種精密誘導兵器の運用能力を付与してマルチロール機としている。
MiG-29 «9.14»
改良型の試作機。兵装搭載量を4.500kgに増強するとともに、Kh-25/Kh-29/Kh-31A空対地ミサイルやKAB-500L/Kr誘導爆弾の運用能力を付与。レーダーはN019ルービンのまま。初飛行は1985年。当機系列は第4+世代ジェット戦闘機と定義されている。
MiG-29M «9.15»
9.12規格および9.13規格の後継機として開発された改良型。初飛行は1987年。操縦装置は四重のフライ・バイ・ワイヤ方式が採用され、コックピットの前方にはCRTを使用したグラスコックピットが採用された、IRSTは大型化され、レーダーは、新たに開発されたN010ジュークレーダーを装備。主翼は拡大され、その端後縁に丸みが入り、機体上部のLERX部分に装備されたルーバー型の補助空気取り入れ口は廃止され、機首先端部のピトー管左右に装備されているボルテックス・ジェネレーターを大きい迎角に適した形状に変更した。その他にも、翼下ハードポイントを2ヶ所追加。水平尾翼の形状も変更され、前縁にドッグトゥースが設けられた。新しく設計された新世代機であったが、ソビエト連邦の崩壊後のロシアの財政難により開発中止となった。総合的に、1990年代の戦闘機としては最も優れた能力を持つ機体であったとされている。NATOではフルクラムE（Fulcrum-E）と呼んで識別した。試作機は飛行試験用の6機と非飛行試験用の2機が生産された。
MiG-29UBM
MiG-29Mに準ずる複座練習機型。生産されず。
MiG-29ME（MiG-33）
9.15規格の輸出型であったが、生産されず。
MiG-29OVT
初飛行は2005年。エンジンとアビオニクスを近代化、MiG-35に搭載する推力偏向ノズルを試験装備したテストベッド機で、開発中止となった9.15規格の試作機を流用して制作された。航空ショーにおける展示飛行では、ダブルクルビット、ブーメランを筆頭にSu-30MK以上の高機動を見せた。
MiG-29M2 «9.67»
2002年に初飛行した新世代型。当機系列は第4++世代ジェット戦闘機と定義されている。なお、当機系列は複座が基本型である。この機体はMiG-29KUB/Kのベースとなり、後にMiG-35へと発展した。
MiG-29M（MiG-29M1）«9.61»
MiG-29M2の単座型。MiG-29M «9.15»とは異なる。

### MiG-35（フルクラムF）系列
MiG-29Mのアビオニクスを強化したマルチロール機。
MiG-35D
MiG-29M2のアビオニクスを強化したもの。オプションでMiG-29OVTと同じ推力偏向ノズルを搭載可能。NATOではフルクラムF（Fulcrum-F）と呼んで識別した。
MiG-35UB
MiG-35Dのロシア空軍仕様。
MiG-35
MiG-35Dの単座型。
MiG-35S
MiG-35のロシア空軍仕様。

### MiG-29K（フルクラムD）系列
MiG-29Mをベースにした艦上戦闘機型。
MiG-29KVP
MiG-29の艦上戦闘機型の実験機。MiG-29 «9.12»のうちの1機を改造して制作された。初飛行は1982年。。
MiG-29K «9.31»
9.15規格の艦上戦闘攻撃機型。艦載化のため、脚構造の強化、着艦フックの装備、フラップの拡大、などの改造点が挙げられる。なお、空中給油用の格納型プローブを機首左側に装備し、インテークの蓋・機体上面の補助インテークは廃止されている。試作機が2機製造されたが、選定でSu-27Kに敗れ開発中止。初飛行は1988年。NATOではフルクラムD（Fulcrum-D）と呼んで識別した。

MiG-29K «9.41»
MiG-29M1の艦上戦闘攻撃機型。初飛行は2007年。インド側の要求が大幅に取り入れられており、軽量化や短距離離陸能力の強化、搭載燃料の増加や低RCS塗料の採用が行われている。2008年5月からインド海軍への引渡しが始まることが決定した。
MiG-29KR «9.41R»
MiG-29K  «9.41»のロシア海軍仕様。インド海軍向けのMiG-29K  «9.41»をベースに、アビオニクスを全てロシア製に変更している。
MiG-29KUB «9.47»
MiG-29M2の艦上練習機型。操縦席配置はMiG-29M2のようなオーソドックスなタンデム方式。インド海軍に採用された。
MiG-29KUBR «9.47R»
MiG-29KUB  «9.47»のロシア海軍仕様。

MiG-29SMTK «9.17K»
9.17規格の艦上戦闘攻撃機型。
MiG-29K-2002
MiG-29SMTKに西側装備品搭載能力を追加した輸出型。MiG-29K «9.41»と高い共通性を有する。MiG-29MTKとも呼ばれる。
MiG-29K-2008
MiG-29K-2002の能力向上型。MiG-35と高い共通性を有する。

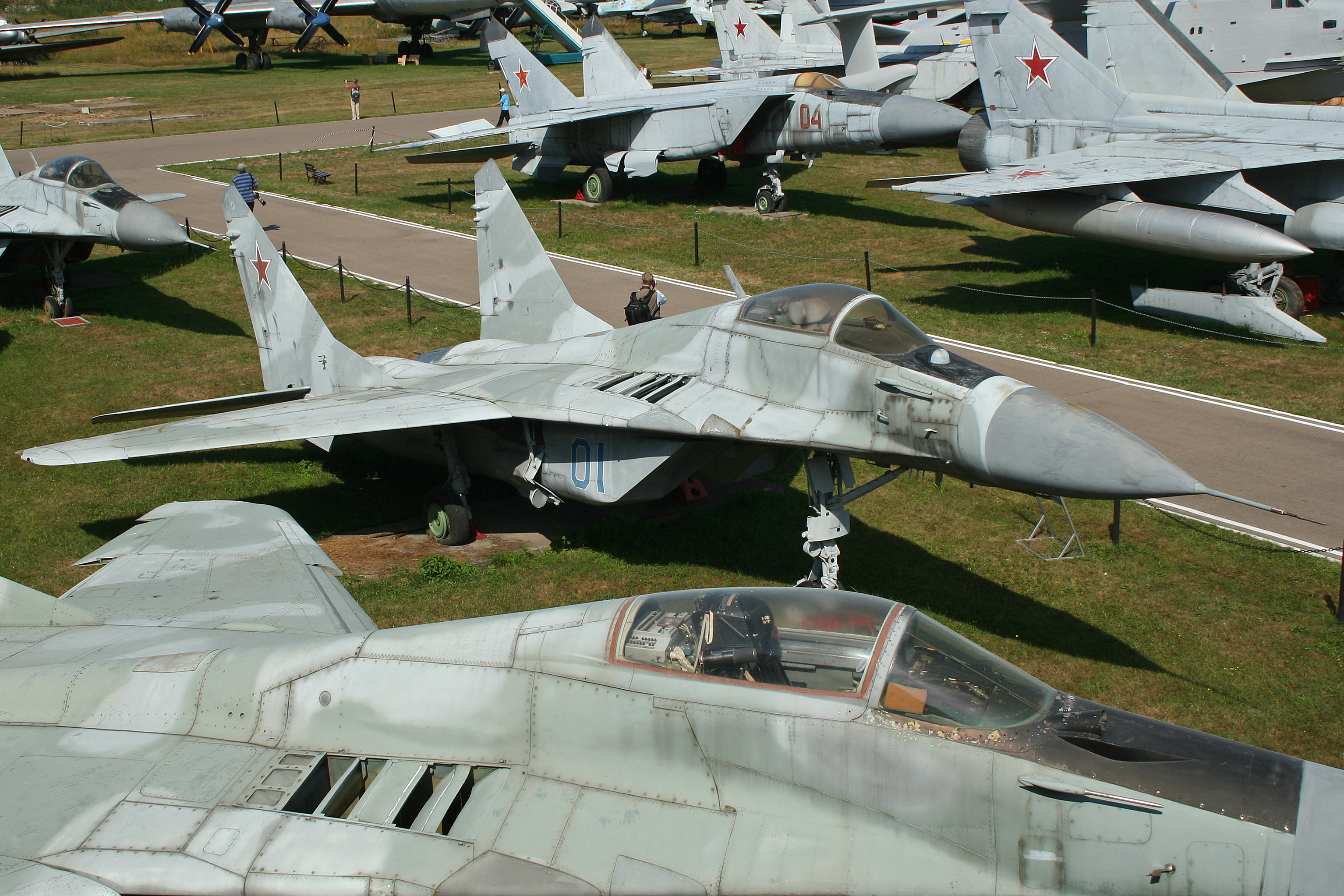
«9» (試作1号機)
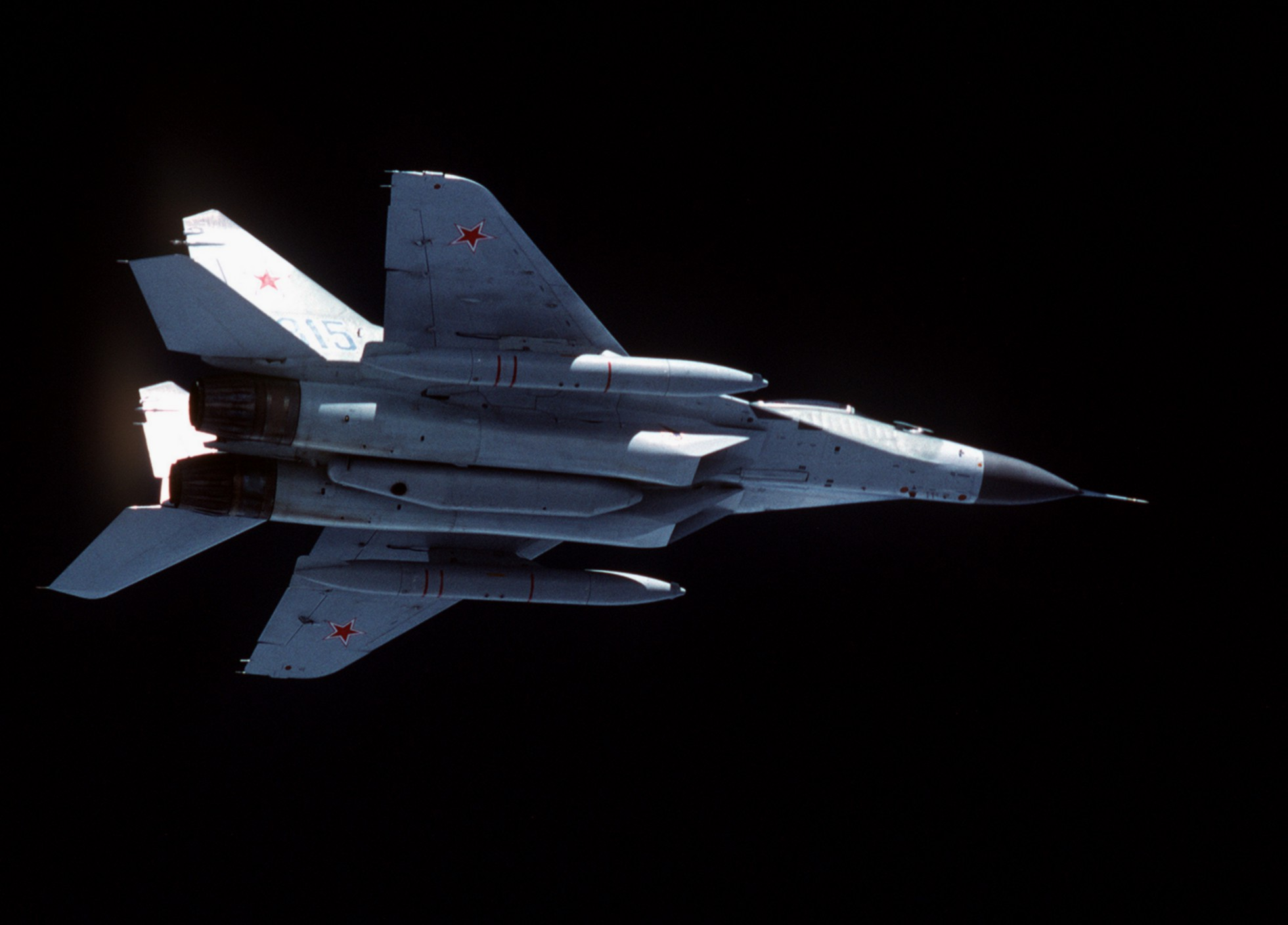
MiG-29 «9.12»
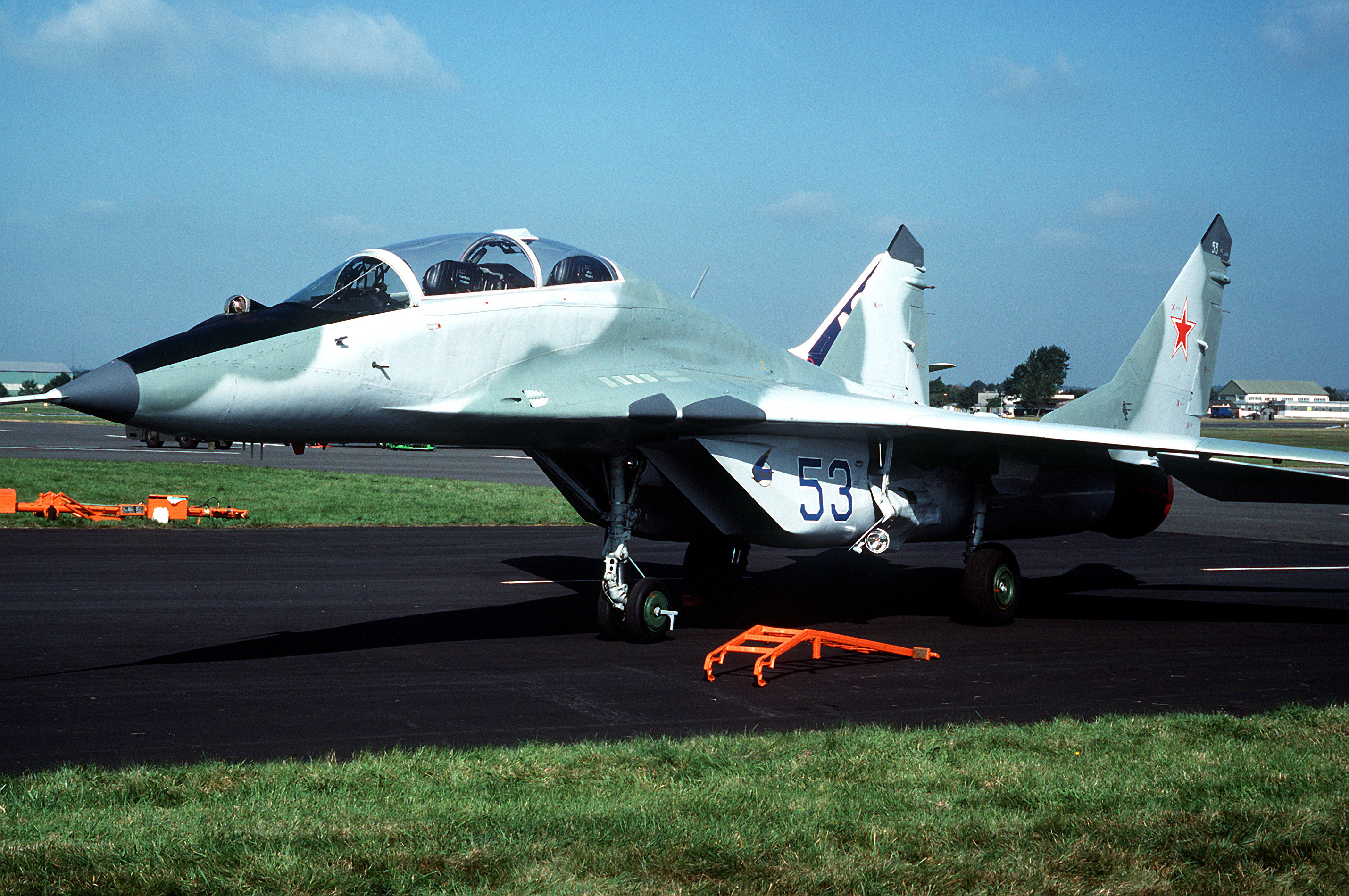
MiG-29UB «9.51»
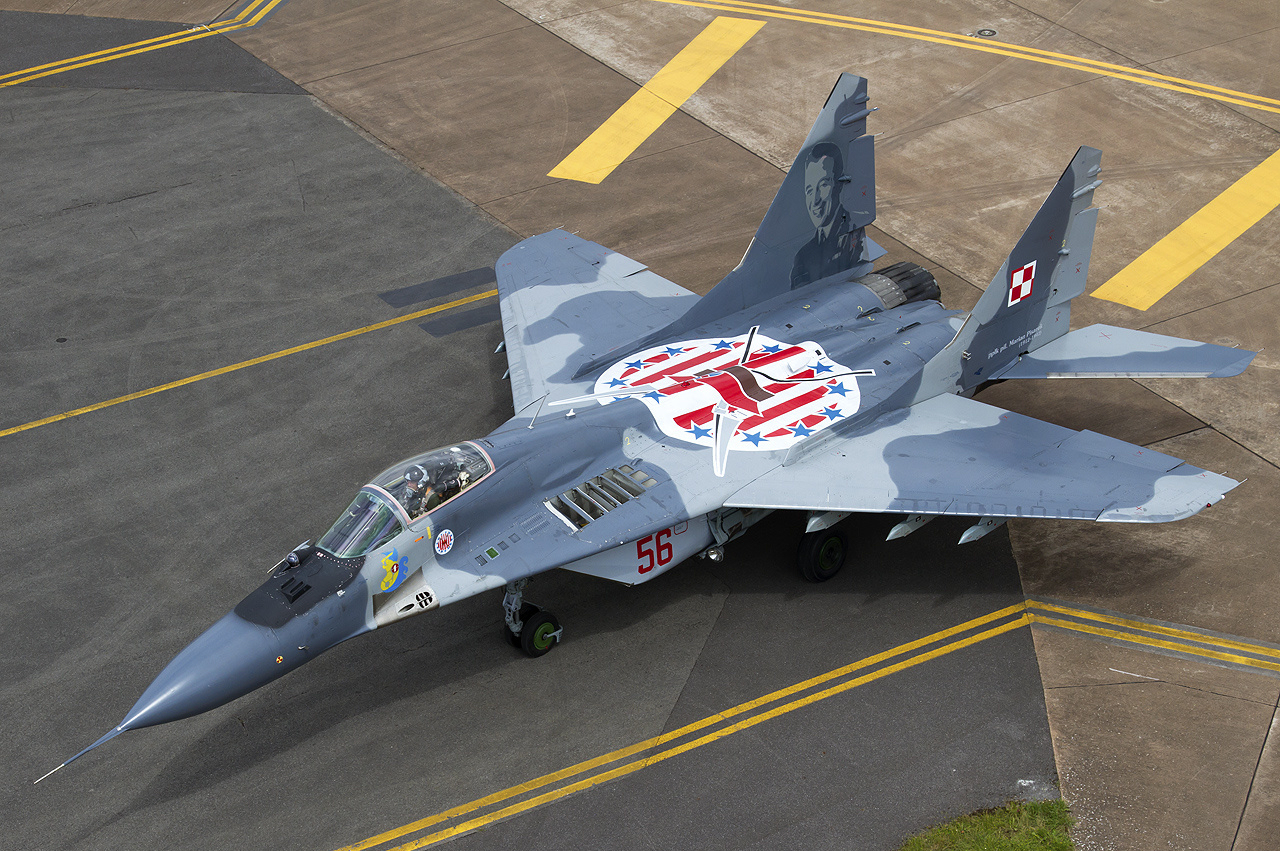
MiG-29 Var.A «9.12A»
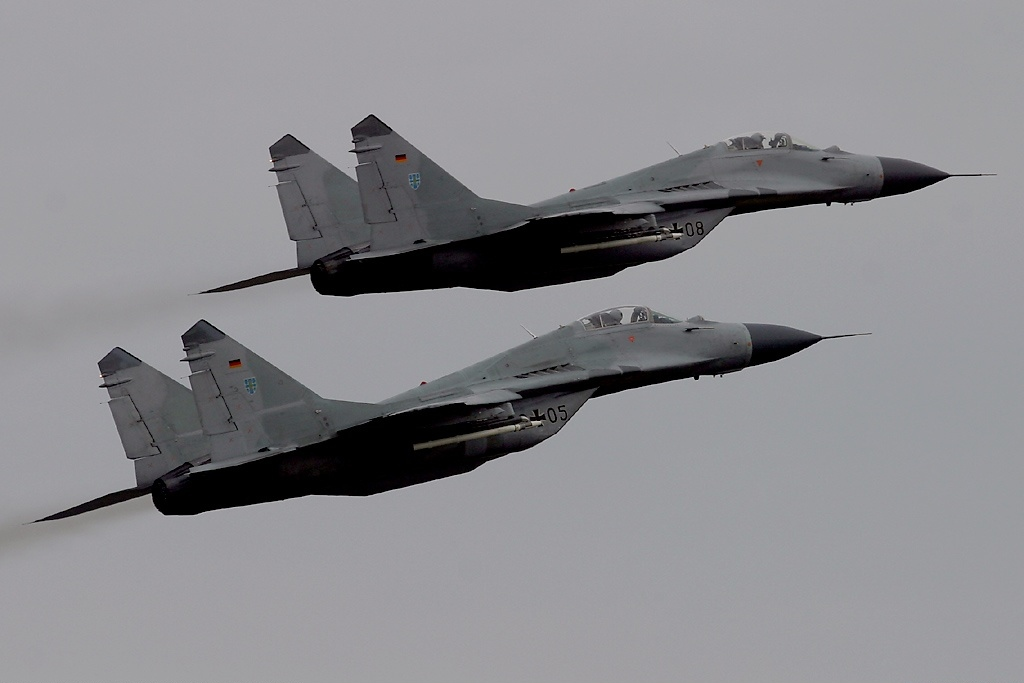
MiG-29G
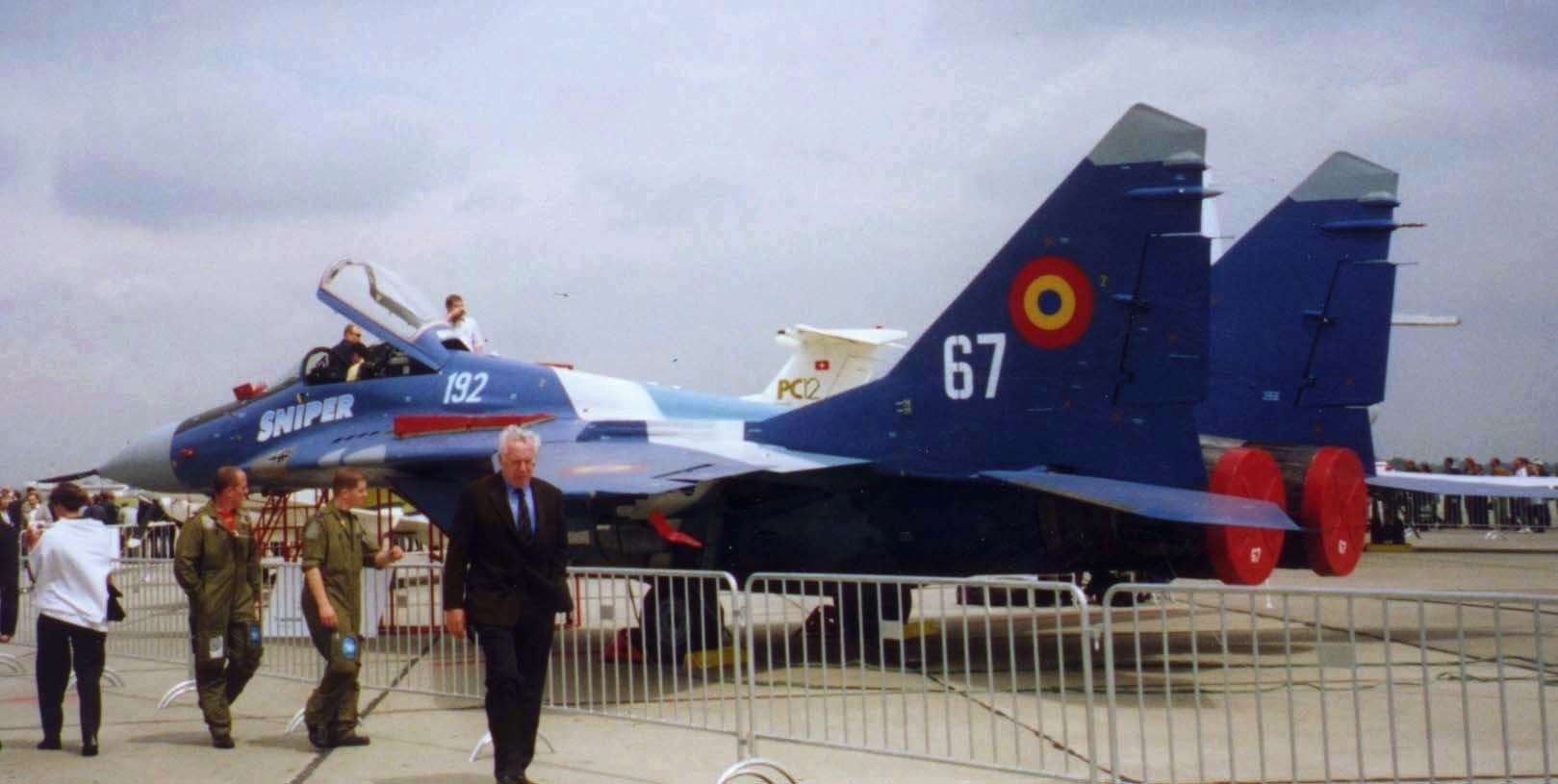
MiG-29 スナイパー
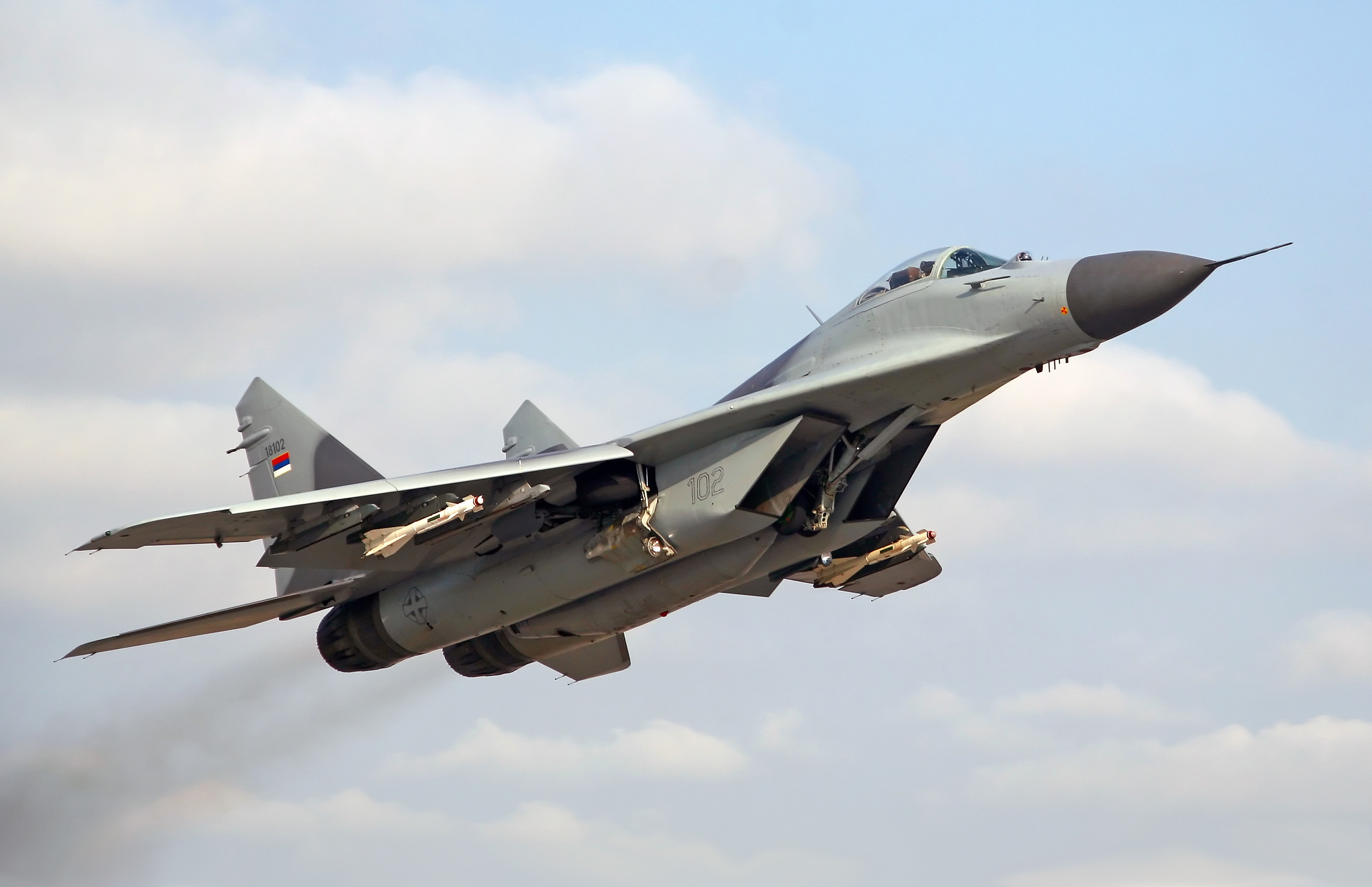
L-18 (MiG-29 Var.B «9.12B»)
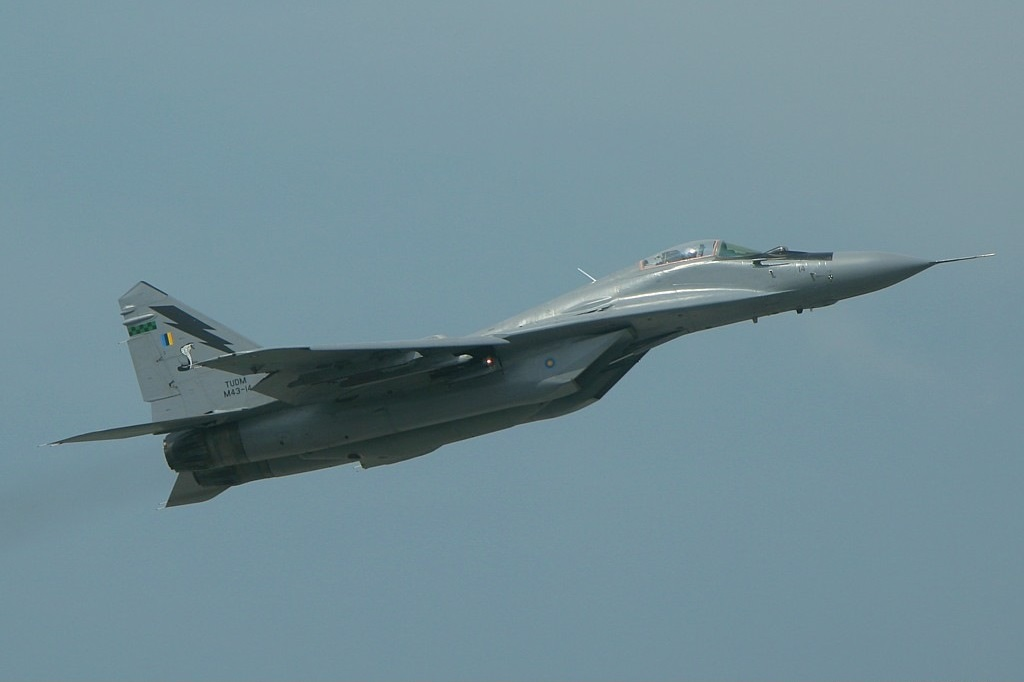
MiG-29N (MiG-29SD)
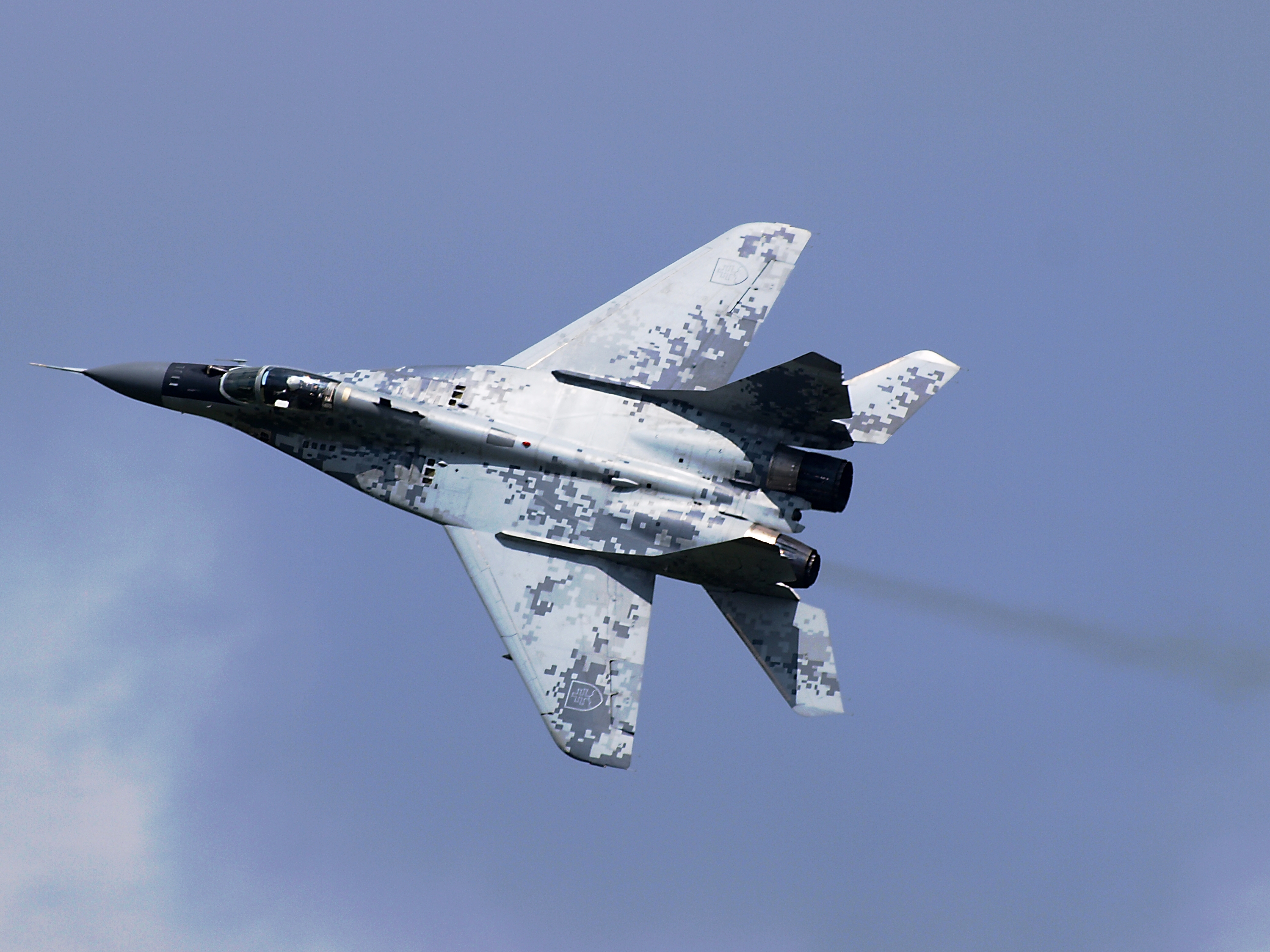
MiG-29AS
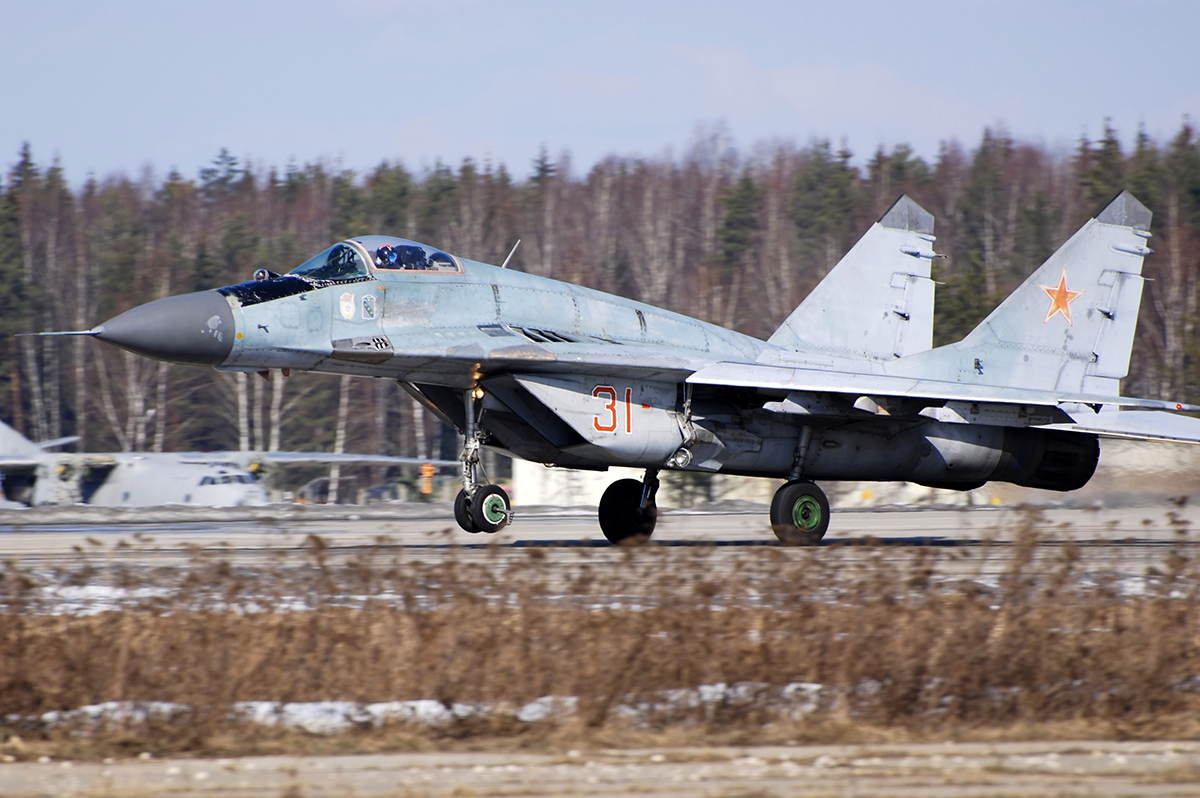
MiG-29 «9.13»
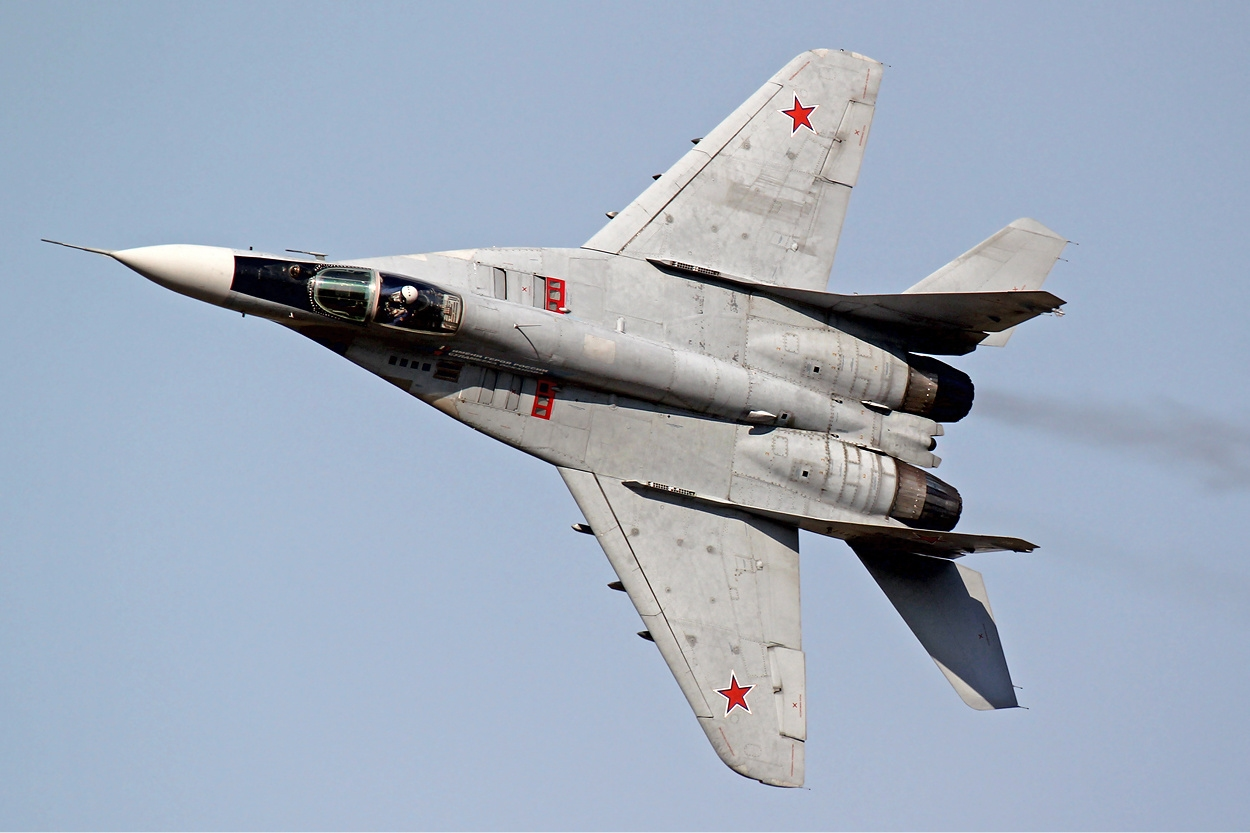
MiG-29S «9.13S»
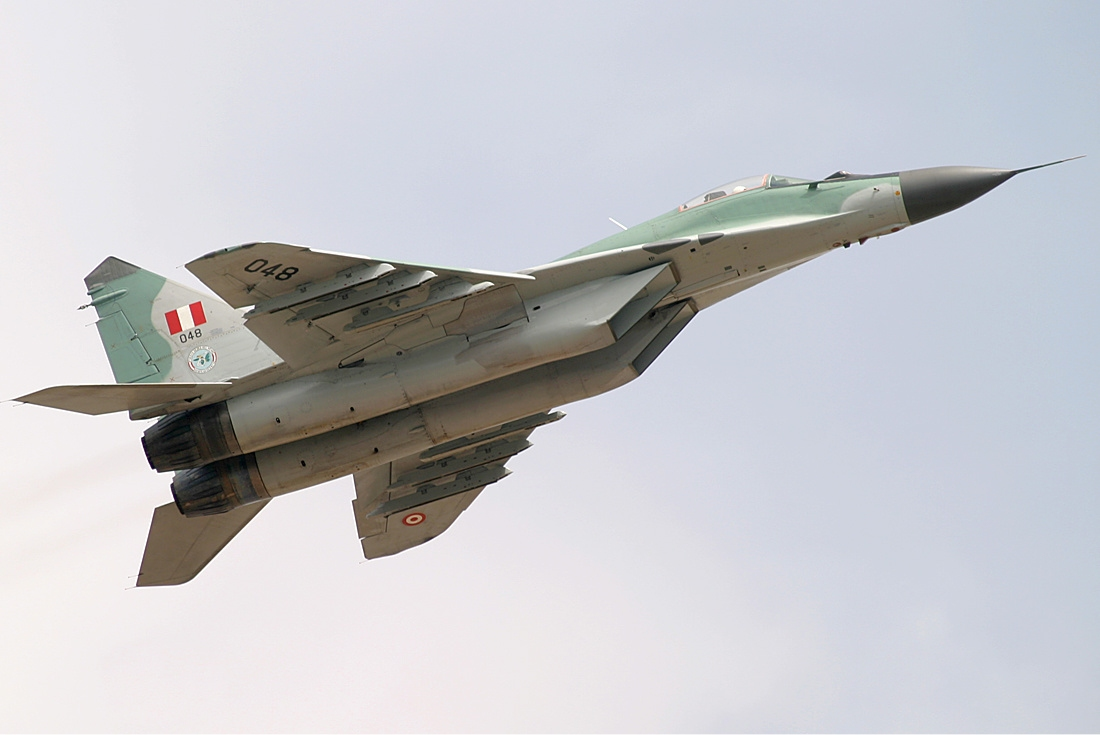
MiG-29SE «9.13SE»
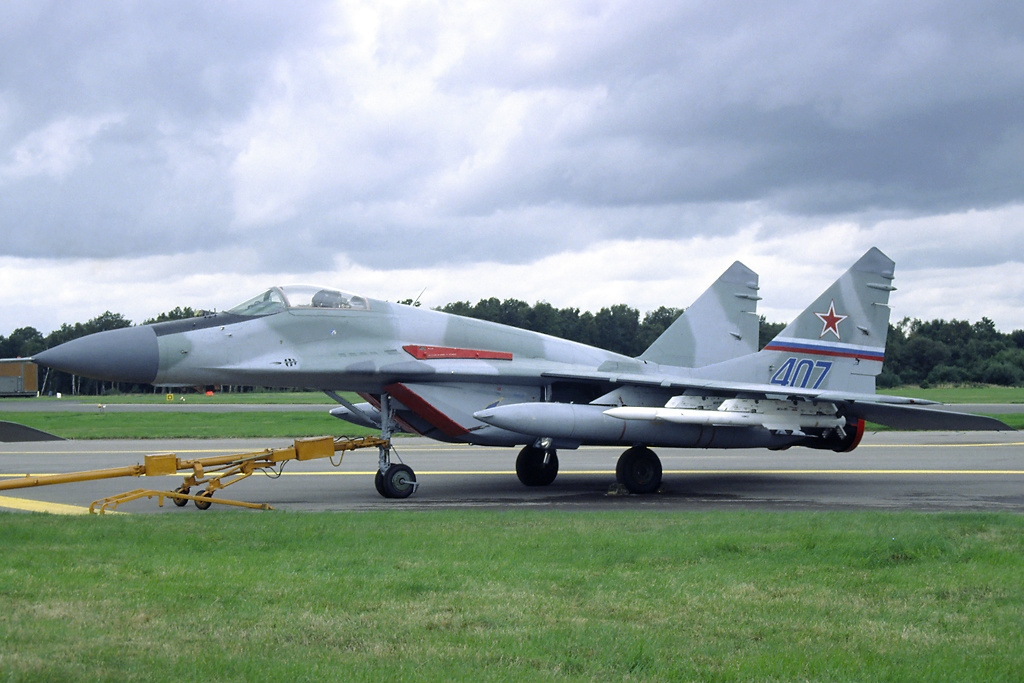
MiG-29 «9.14»
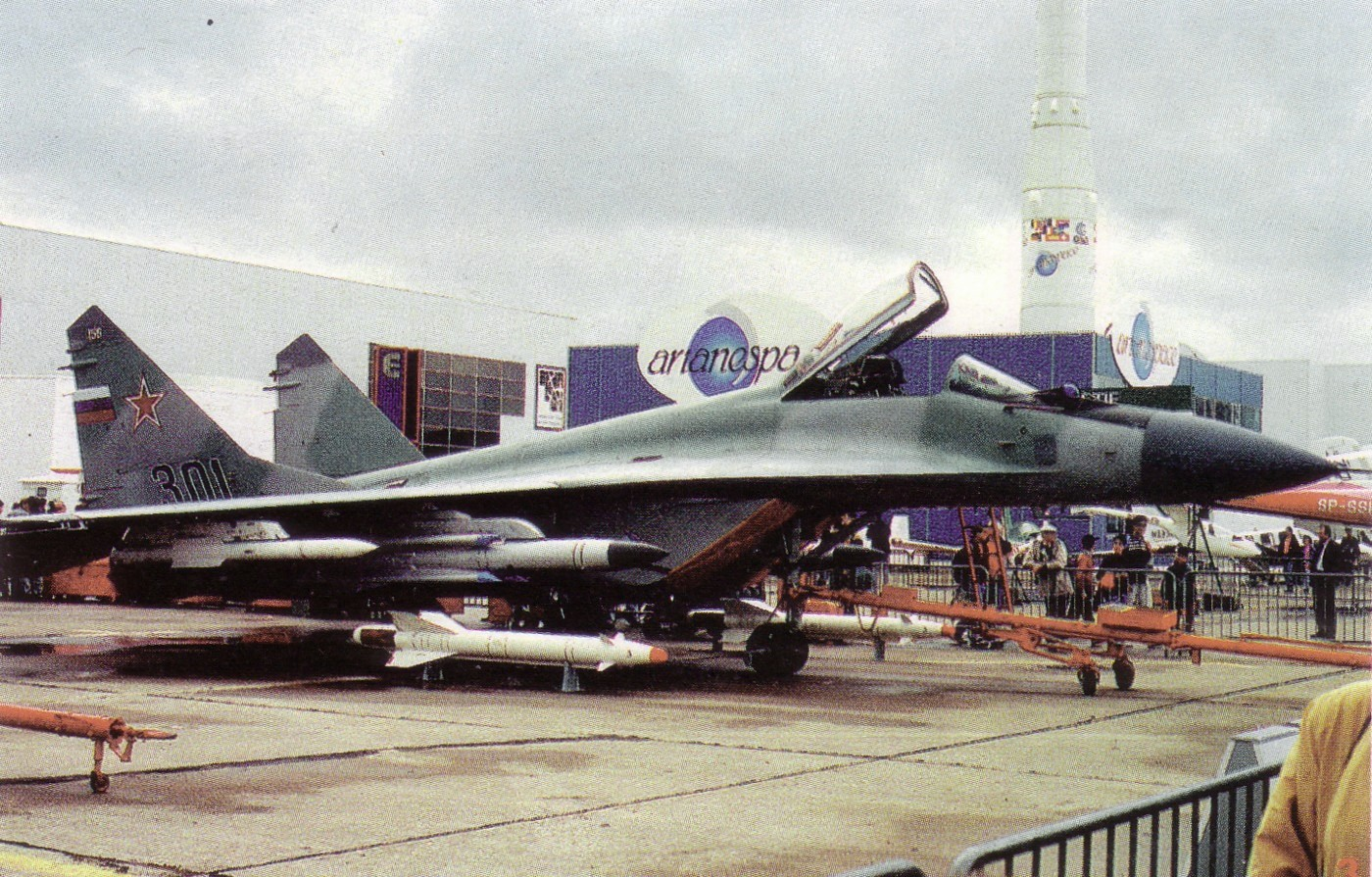
MiG-29M «9.15»
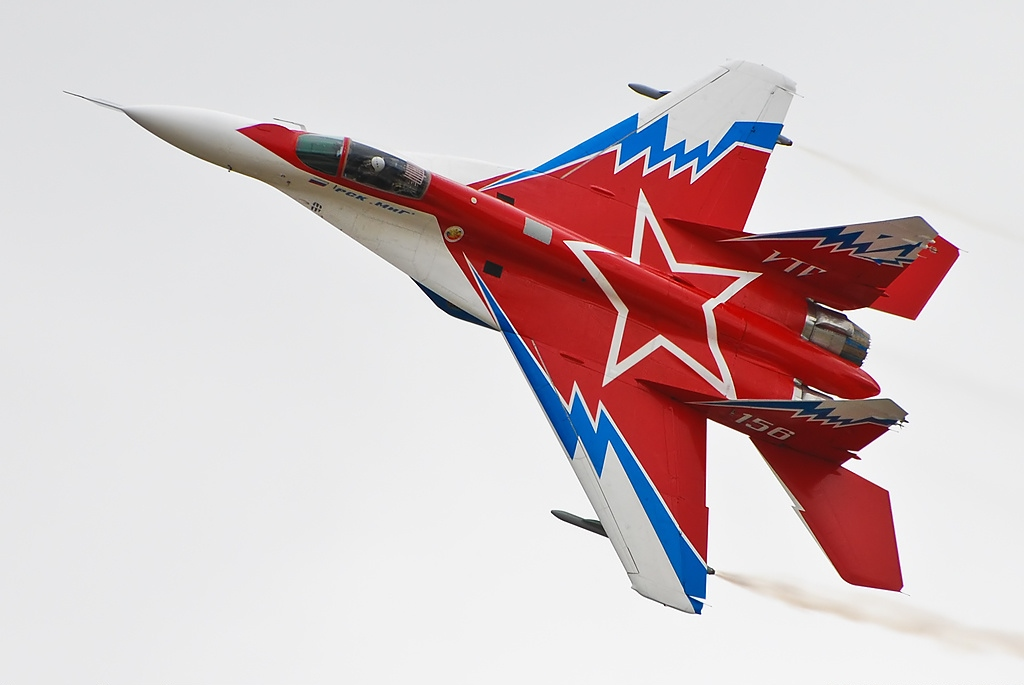
MiG-29OVT
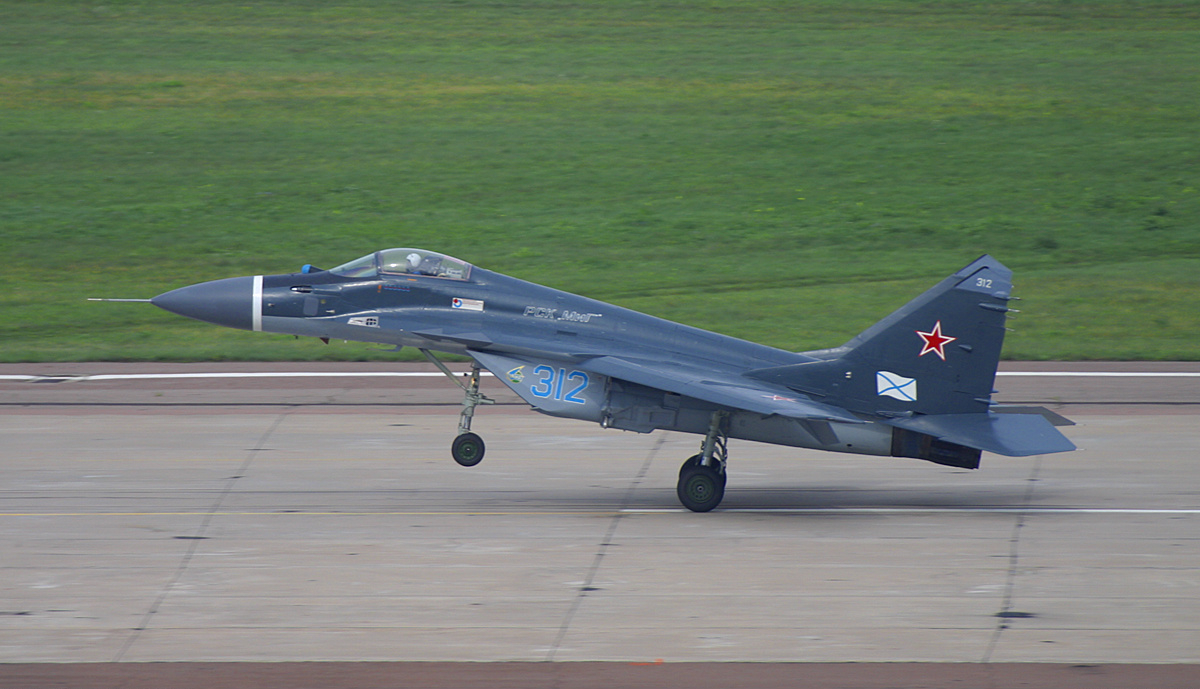
MiG-29K «9.31»
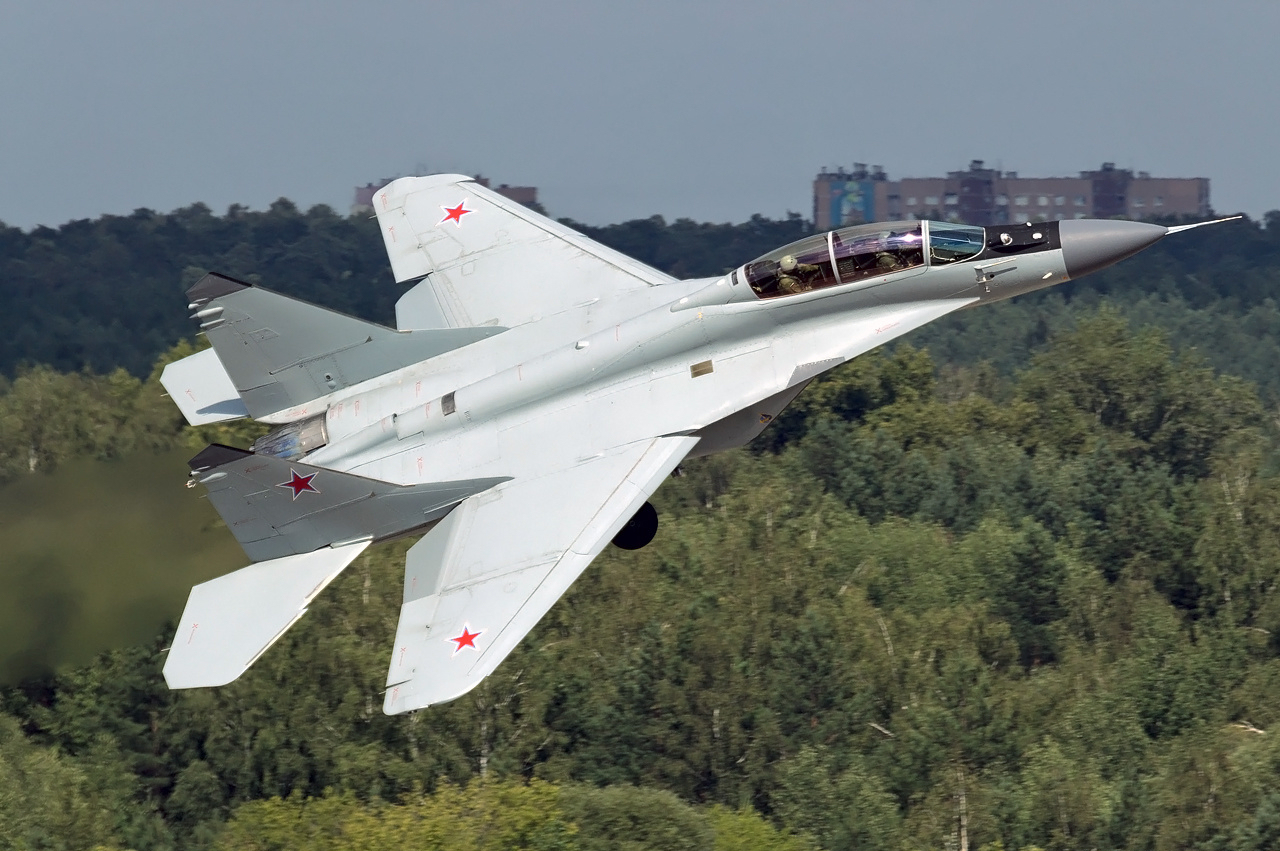
MiG-29M2 «9.67»
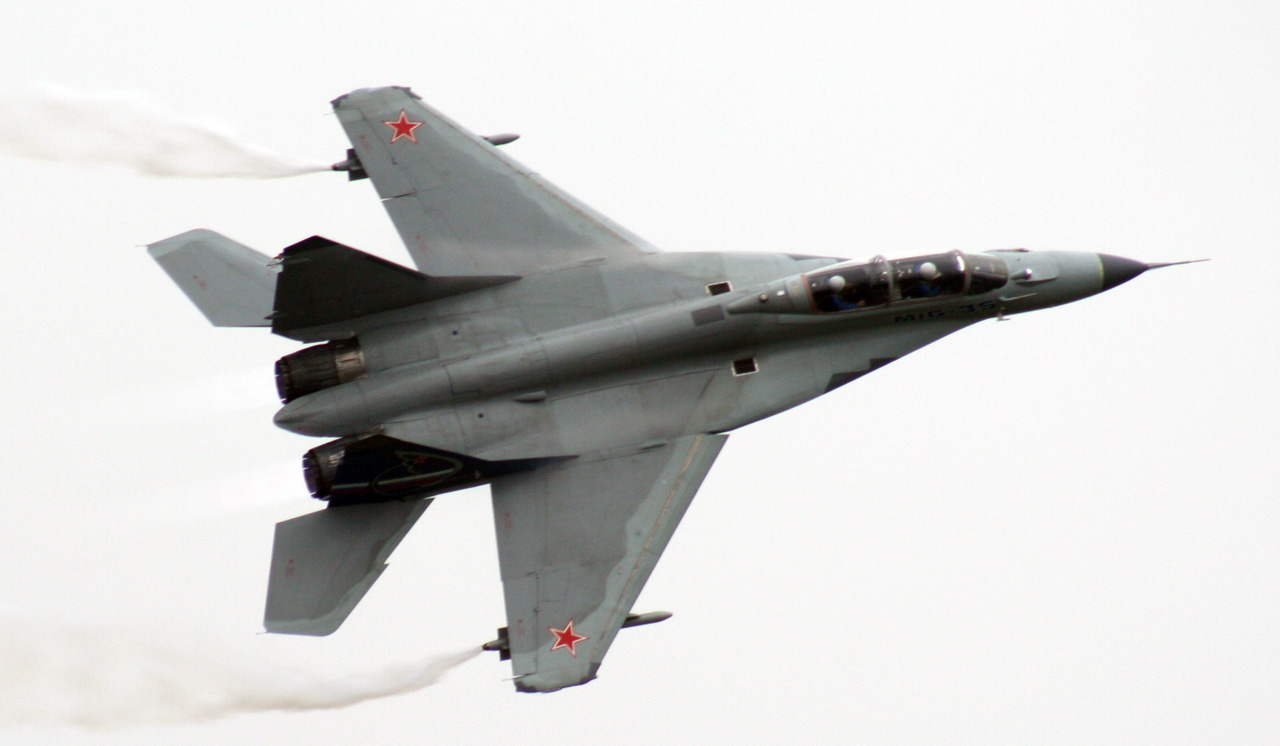
MiG-35D
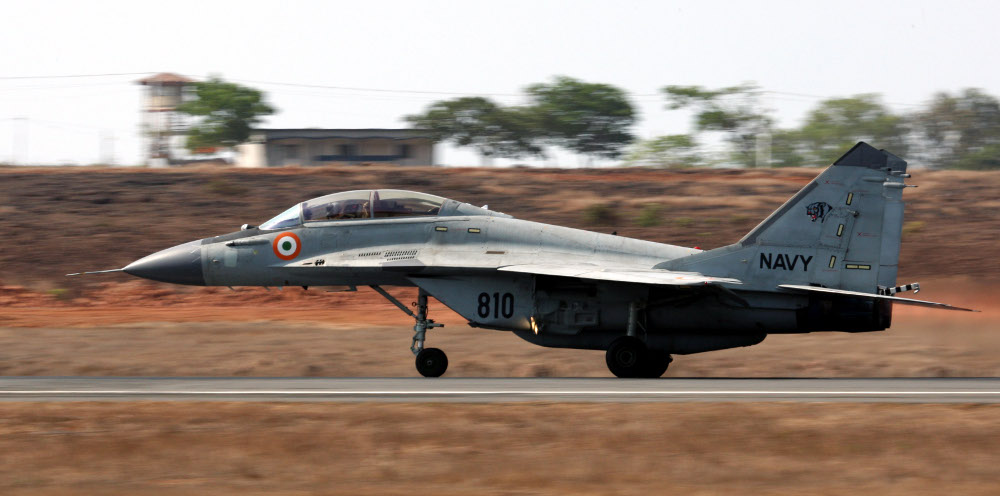
MiG-29K «9.41»
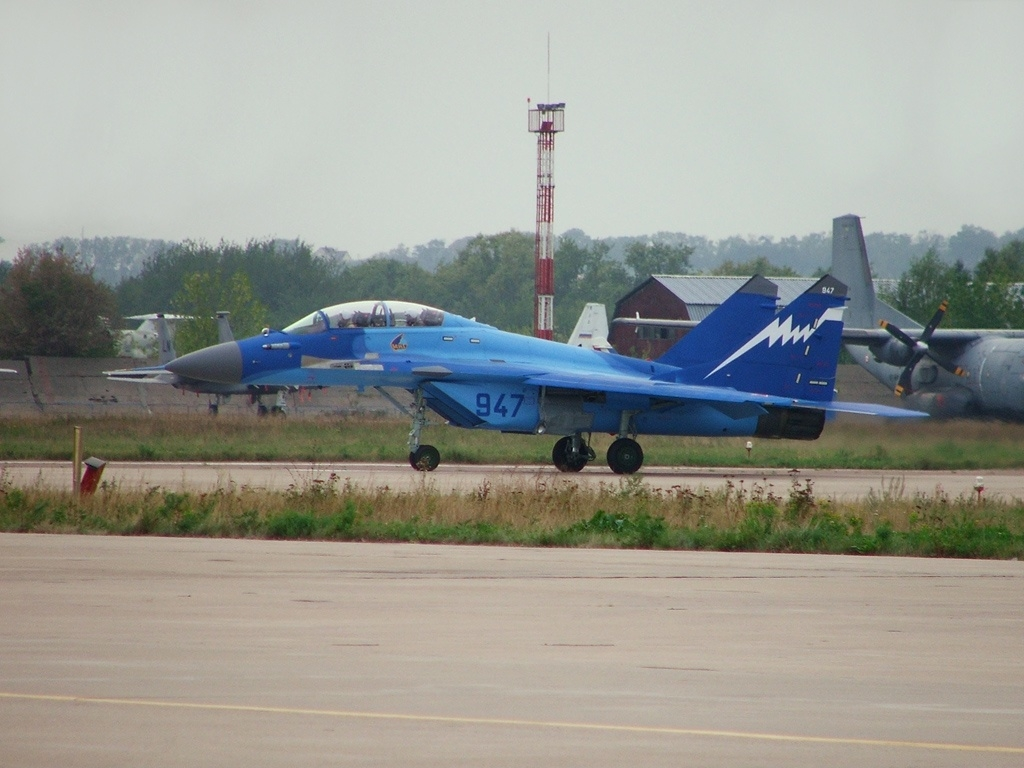
MiG-29KUB «9.47»
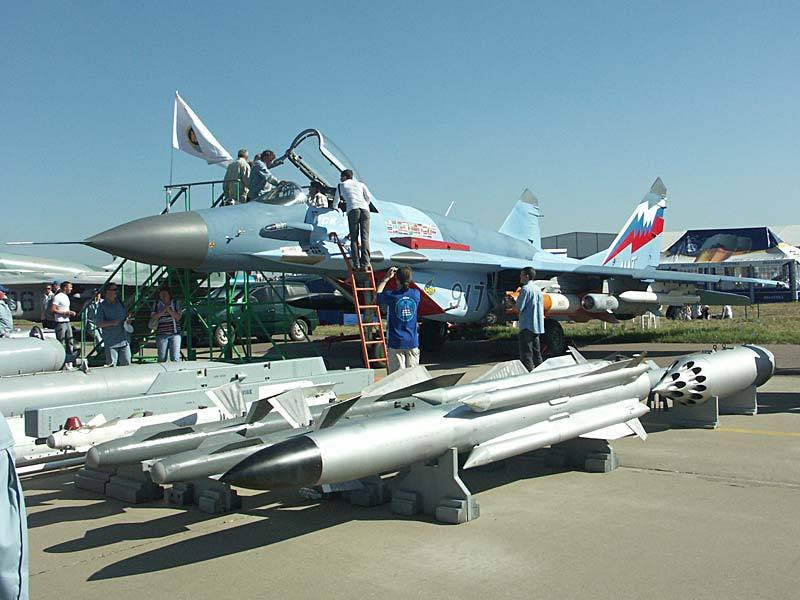
MiG-29SMT «9.17»
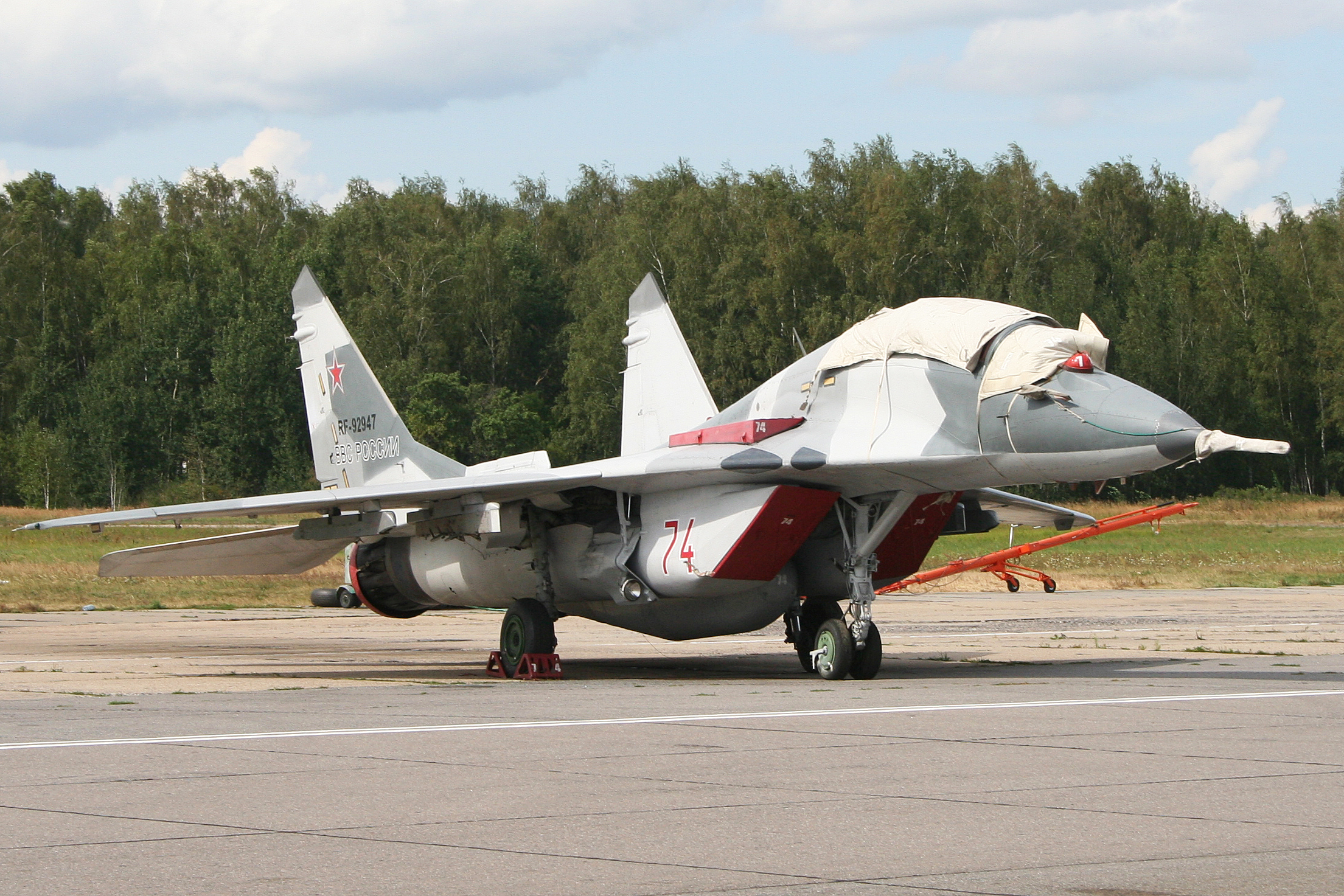
MiG-29UBM «9.53»
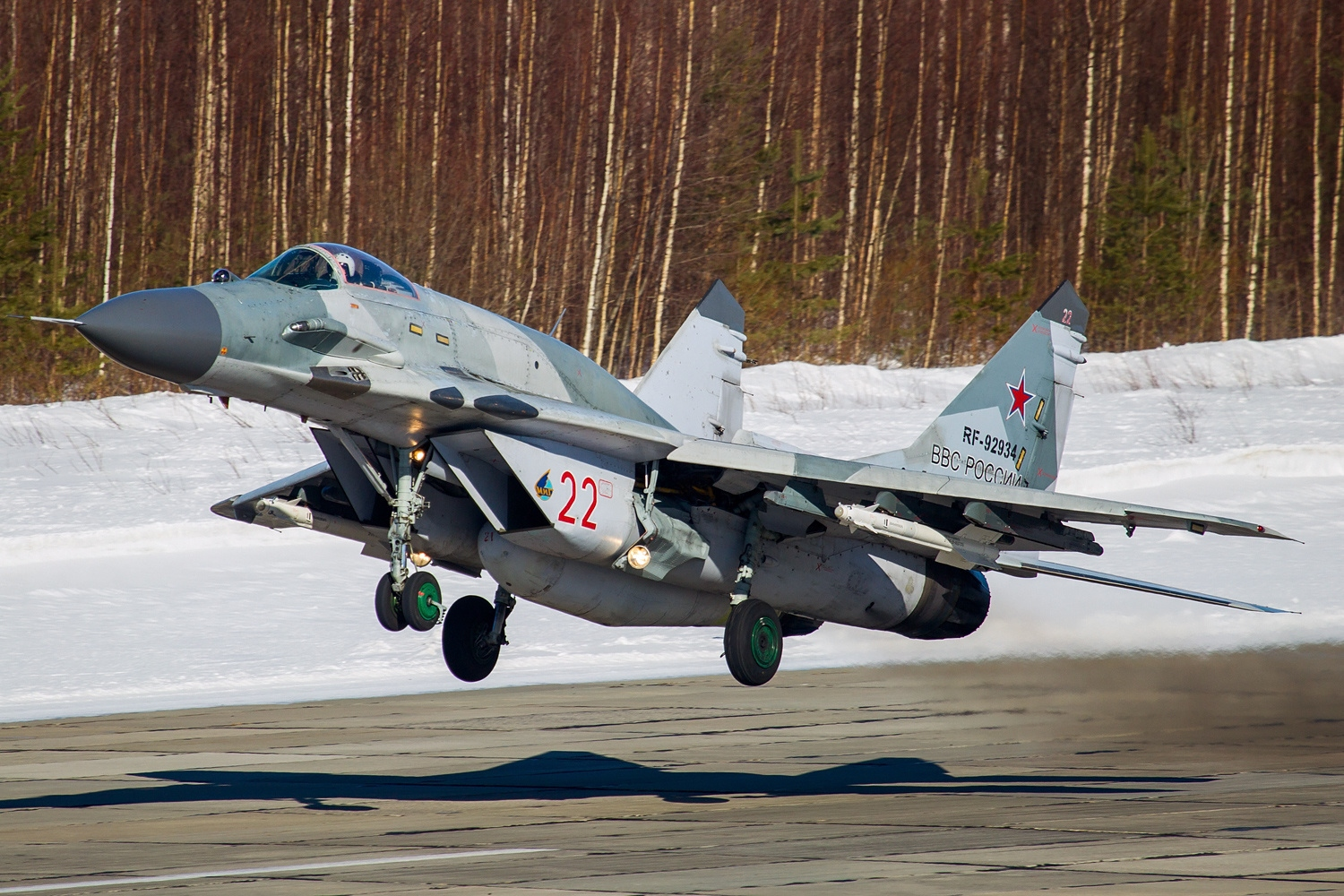
MiG-29SMT «9.19»

## 計画のみ
MiG-29 スナイパー
ルーマニアのAerostarとイスラエルのIAIおよびエルビット・システムズ、ドイツのDASAが共同開発した近代化改修型。
戦闘能力の向上とNATOシステムとの互換性確保のために計画された改修型で、1999年に政府間協定が行われ、テストベッドとして1機のMiG-29 «9.12A»が改修されたうえで、2000年のベルリン国際航空宇宙ショーで展示された。
改修の内容は以下の通り。
- 新型のモジュラー式多目的コンピュータの搭載
- MIL-STD-1553Bデータバスの装備。
- コクピットの改修 - HUDをEl-Opに換装するとともに、カラー式の多機能ディスプレイを2基追加、イスラエル製DASH-3 ヘルメットマウンテッドディスプレイの運用能力付与。
- 航法装置の改修 - Litton Italiana製の慣性航法装置とTrimble GPS受信機、飛行データ処理コンピュータを搭載。
- ハネウェル製の無線装置を装備。
- レーダー警戒受信機を、SPO-15LM ベリョーザLMからエリスラSPS-20に換装。
- 兵装類については一部の西側製兵器との互換性を確保。

当初の計画では18機のフルクラムAと3機のフルクラムBが改修される予定であったが、システム統合が難航したため計画は中止され、ルーマニア空軍は2003年にMiG-29の退役を決定。アエロスターとDASAは輸出市場への売り込みを図り、その中ではレーダーをEL/M-2032へ換装することも計画されていたが、ロシアのMiGから承認が得られず断念した。
MiG-29SMT2 «9.17A»
MiG-29SMT  «9.17»の能力向上型。MiG-29SMT-IIとも呼ばれる。レーダーを新型のジュークMに換装。改造途中で制作が中止されたため、完成した実機は存在しない。
MiG-29KU «9.62»
MiG-29Kの複座艦上練習機型。教官席はレドーム位置に設けられる予定であった。生産されず。

## 運用国 (推定・今後の導入予定を含む)

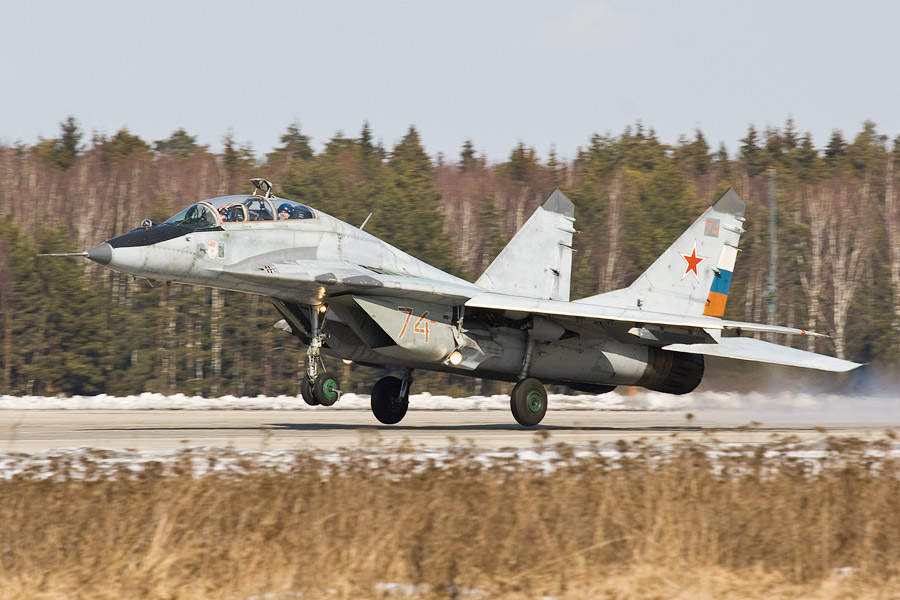
ロシア空軍のMiG-29UB

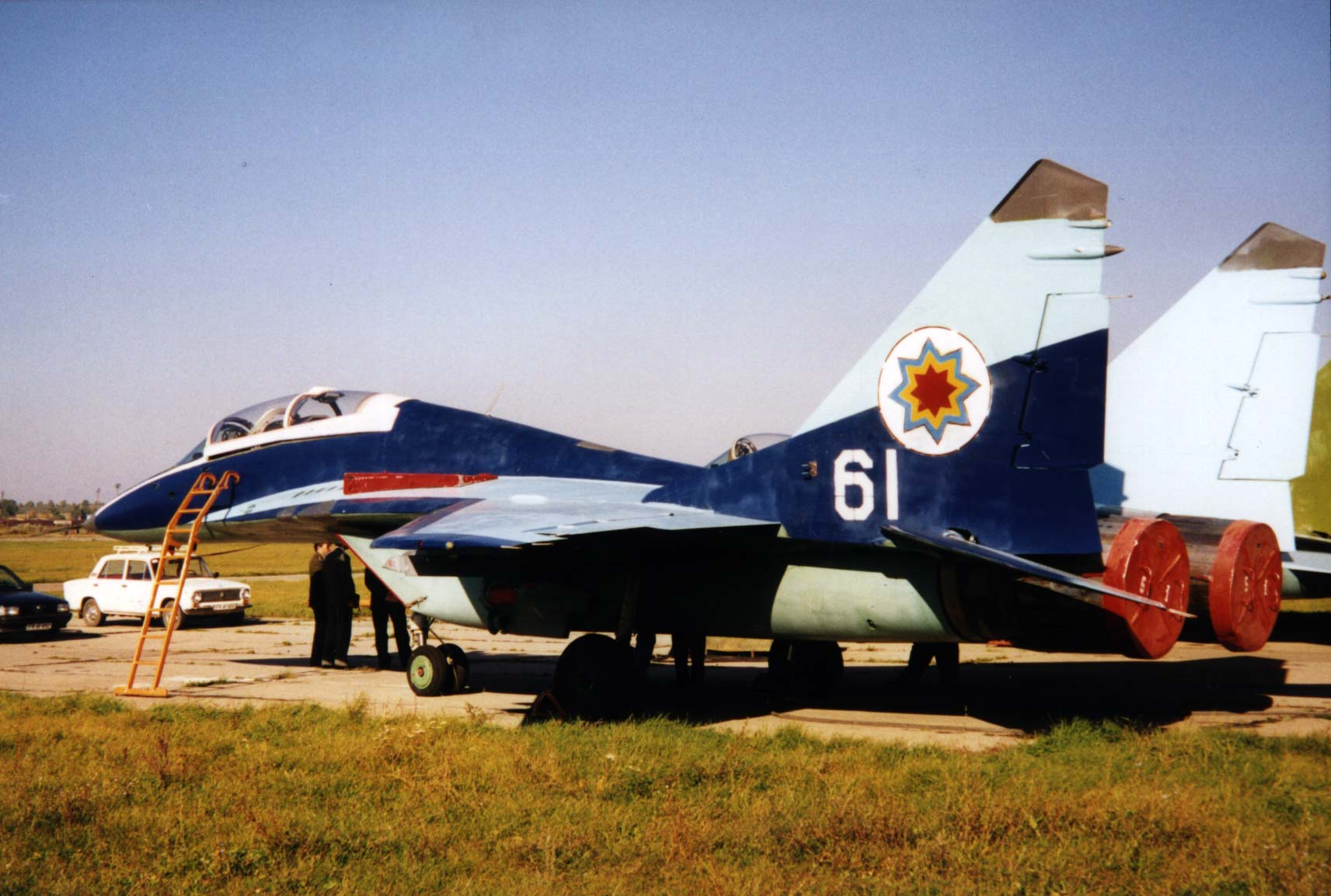
モルドバ空軍のMiG-29UB

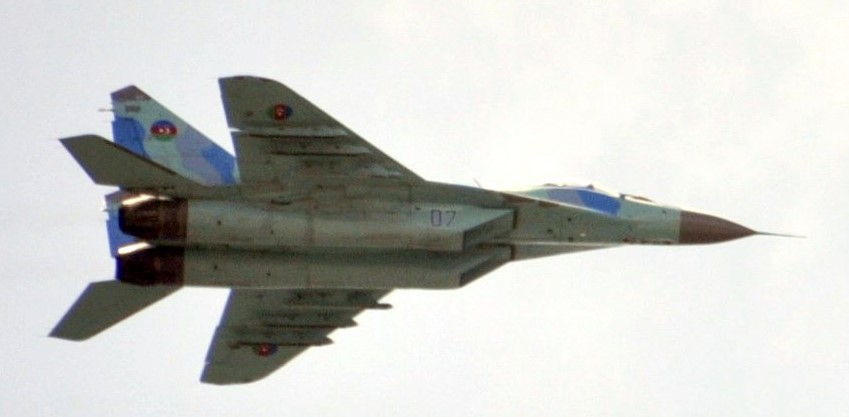
アゼルバイジャン空軍のMiG-29

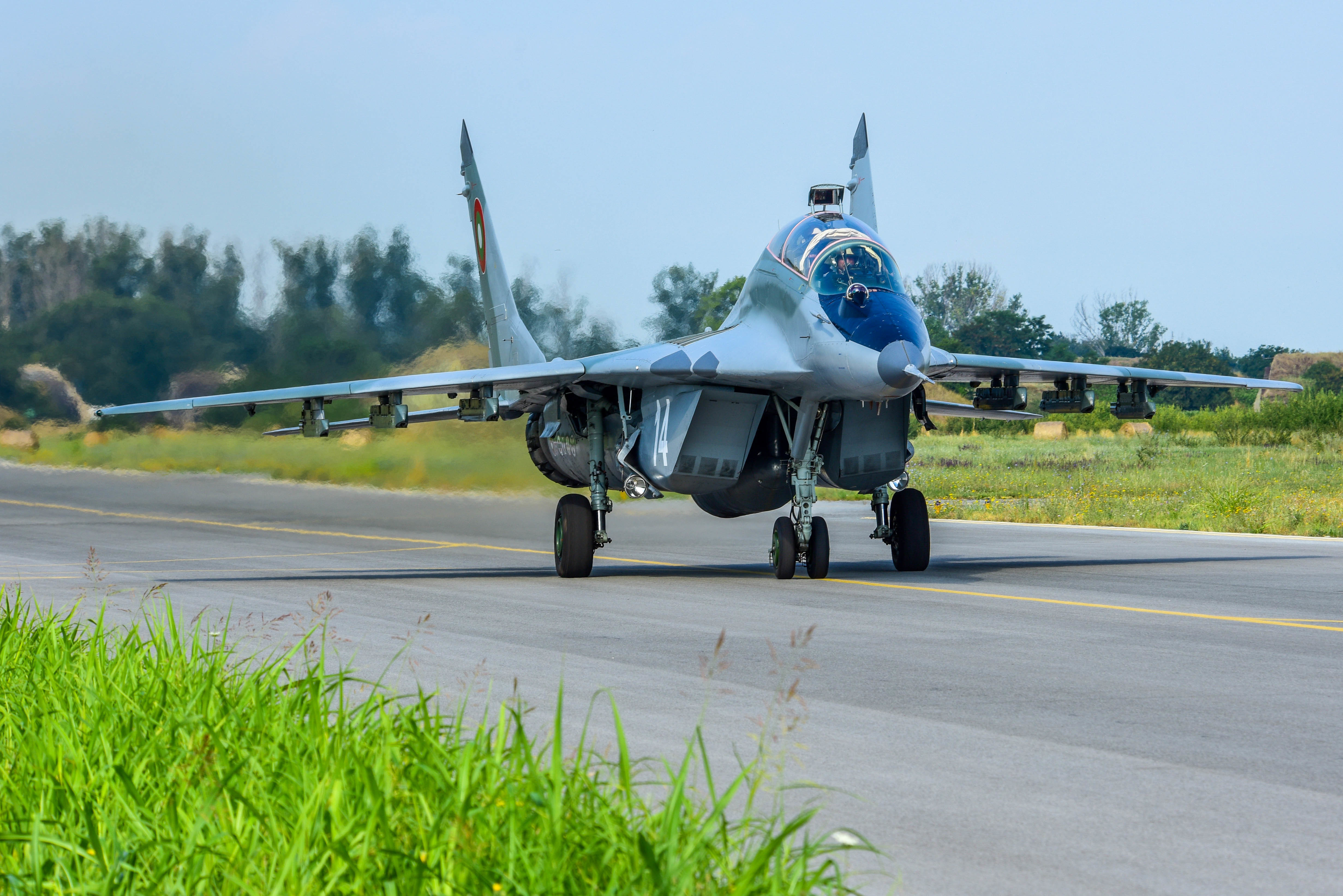
ブルガリア空軍のMiG-29

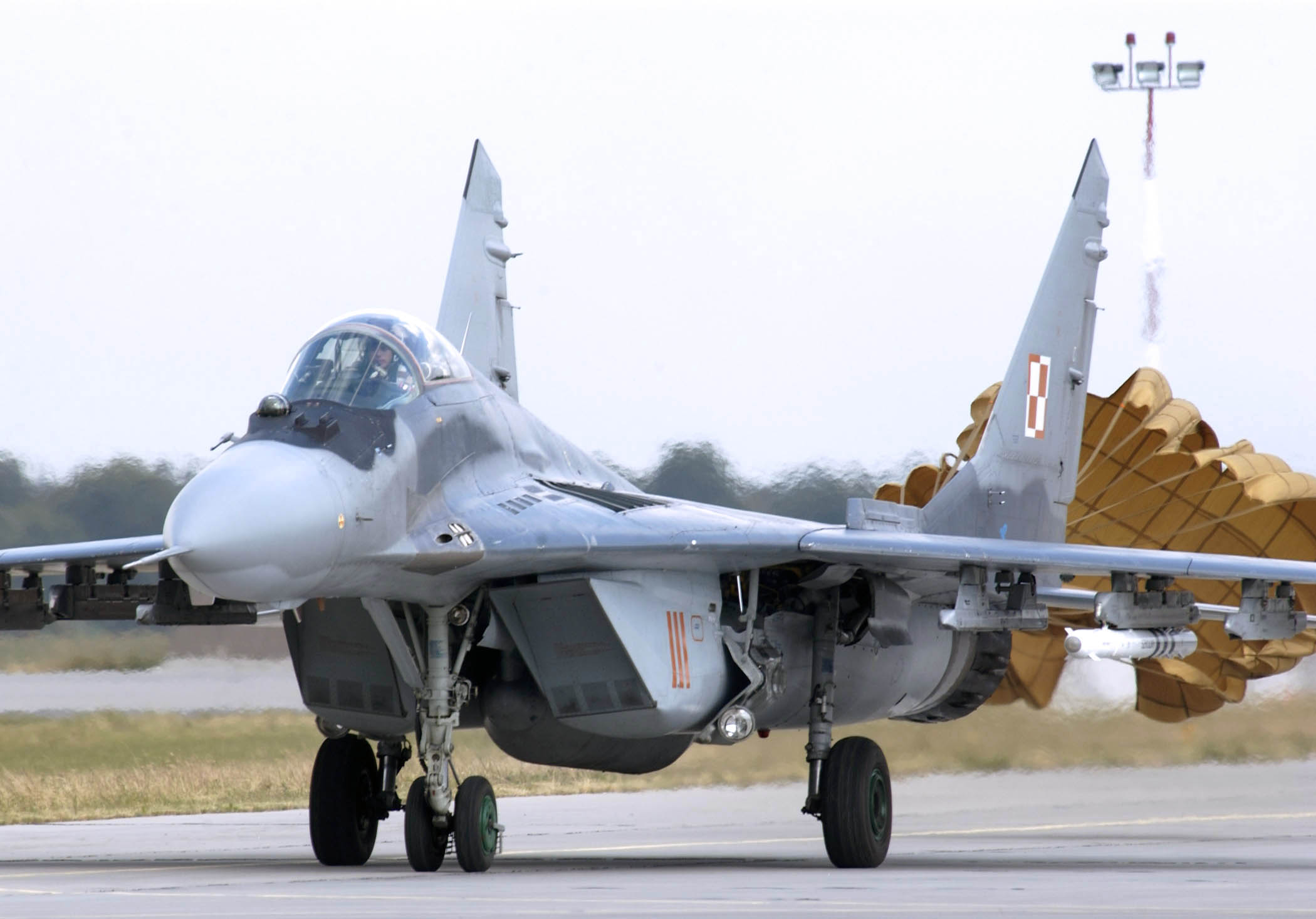
ポーランド空軍のMiG-29

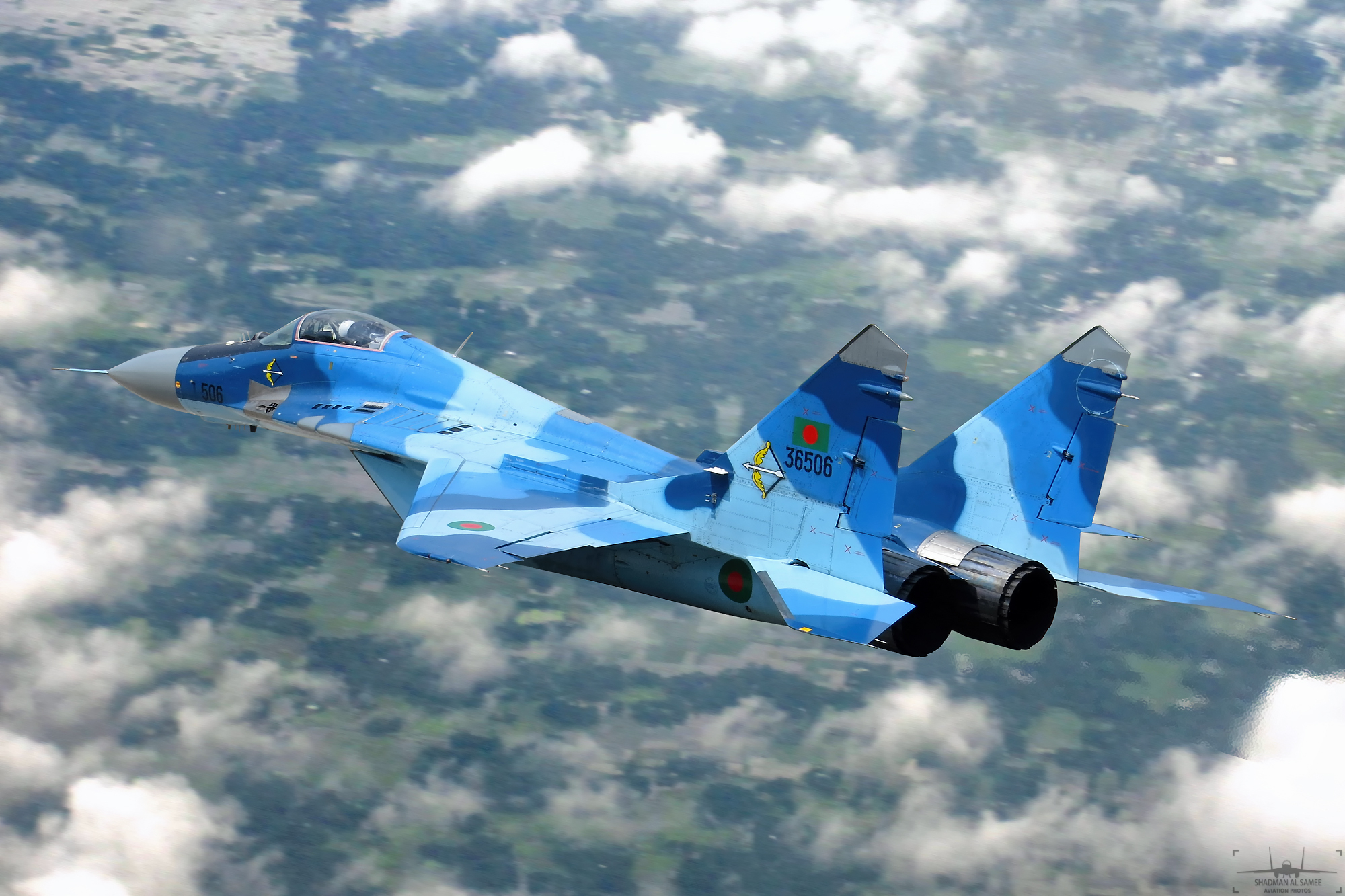
現行型・バングラデシュ空軍のMiG-29B（2017年撮影）

### 運用中
ロシア
空軍 - 各種
海軍航空隊 - MiG-29 «9.12»/MiG-29 «9.13»/MiG-29S/MiG-29UB/MiG-29K «9.41»/MiG-29KUB «9.47»
艦上戦闘機として運用。
 ベラルーシ
空軍及び防空軍 - 2023年時点で、28機のMiG-29（フルクラムA）/MiG-29S（フルクラムC）、6機のMiG-29UB（フルクラムB）を保有。MiG-29 «9.12»/MiG-29 «9.13»/MiG-29S/MiG-29BM/MiG-29UB
 ウクライナ
空軍 - MiG-29 «9.12»/MiG-29 «9.12M»/MiG-29 «9.13»/MiG-29S/MiG-29UB
防空軍 - MiG-29 «9.12»/MiG-29 «9.13»/MiG-29S/MiG-29UB
2004年に空軍に統合され、残存機は全て空軍に移管。
海軍航空隊 - MiG-29 «9.12»/MiG-29 «9.13»/MiG-29S/MiG-29UB
ソ連崩壊時にソ連海軍黒海艦隊からウクライナ海軍航空隊に移管された部隊の一つである第100独立艦上戦闘機連隊がMiG-29（とSu-27）を配備していたが、同連隊は1996年に解隊され、運用機材は全て空軍に移管された。
 カザフスタン
防空軍 - 2023年時点で、12機のMiG-29（フルクラムA）、2機のMiG-29UB（フルクラムB）を保有。
 ウズベキスタン
空軍 - 2023年時点で、12機のMiG-29 «9.13»（フルクラムC）およびMiG-29UB（フルクラムB）を保有、18機のMiG-29を保管している。なお、≪9.12≫とする説もあるが、写真で確認された機体はすべて≪9.13≫である。
 トルクメニスタン
空軍 - 2024年時点で、22機のMiG-29A/S、2機のMiG-29UBを保有。MiG-29 «9.13»（MiG-29S?）/MiG-29UB
 アゼルバイジャン
空軍 - 2024年時点で、11機のMiG-29（フルクラムA）、3機のMiG-29UB（フルクラムB）を保有。MiG-29 «9.13»（MiG-29S?）/MiG-29UB
 ポーランド
空軍 - MiG-29/MiG-29UB
 ブルガリア
空軍 - 2024年時点で、11機のMiG-29（フルクラムA）、3機のMiG-29UB（フルクラムB）を保有。
 セルビア
空軍及び防空軍 - L-18/NL-18/MiG-29 «9.13»
 キューバ
空軍 - MiG-29/MiG-29UB
 ペルー
空軍 - MiG-29/MiG-29UB
 イラン
空軍 - MiG-29/MiG-29UB
 インド
空軍 - 2024年時点で、54機のMiG-29（12機以上のMiG-29UPGを含む）、7機のMiG-29UBを保有。MiG-29B/MiG-29UPG/MiG-29UB
海軍 - MiG-29K/MiG-29KUB
 バングラデシュ
空軍 - MiG-29/MiG-29UB
 ミャンマー
空軍 - MiG-29 «9.12»/MiG-29UB
 モンゴル
空軍 - MiG-29 «9.13»（MiG-29S?）/MiG-29UB
 北朝鮮
空軍 - MiG-29 «9.12»/MiG-29 «9.13»（MiG-29S）/MiG-29UB
 エリトリア
空軍 - MiG-29 «9.12»/MiG-29UB
 エチオピア
空軍 - MiG-29 «9.12»/MiG-29UB
 スーダン
空軍 - MiG-29ESh/MiG-29UB
 チャド
空軍 - MiG-29 «9.13»
 リビア
空軍 - MiG-29/MiG-29UB
 シリア
空軍 - MiG-29SMT

### 退役
ソビエト連邦
空軍 - 各種
海軍航空隊 - MiG-29 «9.12»/MiG-29 «9.13»/MiG-29S/MiG-29UB
ソ連崩壊に伴い、機体はロシアをはじめとする旧ソ連構成共和国で分割された。
 イラク
空軍 - MiG-29/MiG-29UB
 モルドバ
空軍 - MiG-29 «9.12»/MiG-29 «9.13»/MiG-29S?/MiG-29UB
 セルビア・モンテネグロ
空軍及び防空軍 - L-18/NL-18
セルビア・モンテネグロ解体（モンテネグロの独立）に伴い、全機セルビアが継承した。
 ドイツ
空軍 - MiG-29/MiG-29G/MiG-29UB/MiG-29GT
G/GTはNATO規格に改修後、ポーランドへ売却した。
 東ドイツ
国家人民軍空軍 - MiG-29/MiG-29UB
ドイツ再統一に伴い、統一ドイツ空軍へ移管した。
 ハンガリー
空軍 - MiG-29/MiG-29UB
 チェコスロバキア
空軍 - MiG-29/MiG-29UB
チェコスロバキアの解体（ビロード離婚）により、保有機はチェコとスロバキアが継承した。
 チェコ
空軍 - MiG-29/MiG-29UB
W-3Aとの交換でポーランドへ売却した。
 ユーゴスラビア
空軍及び防空軍 - L-18/NL-18
ユーゴスラビアの崩壊（ユーゴスラビア紛争の勃発）に伴い、保有機全機をユーゴスラビア連邦共和国（→セルビア・モンテネグロ）が継承した。
 ルーマニア
空軍 - MiG-29/MiG-29 «9.13»（MiG-29S?）/MiG-29UB/MiG-29 Sniper
 マレーシア
空軍 - MiG-29N/MiG-29NUB
 スロバキア
空軍 - MiG-29/MiG-29AS/MiG-29UB/MiG-29UBS（AS/UBSはNATO規格）
ロシアによる侵攻を受けるウクライナに13機を供与した。

### 不採用・導入中止
ベネズエラ
空軍 - MiG-29M2/MiG-29UB
 エクアドル
空軍 - MiG-29SMT/MiG-29UB
 レバノン
空軍 - MiG-29 «9.13»（MiG-29S?SE?）/MiG-29UB/MiG-29SMT
 アルジェリア
空軍 - MiG-29SMT

### 展示飛行チーム

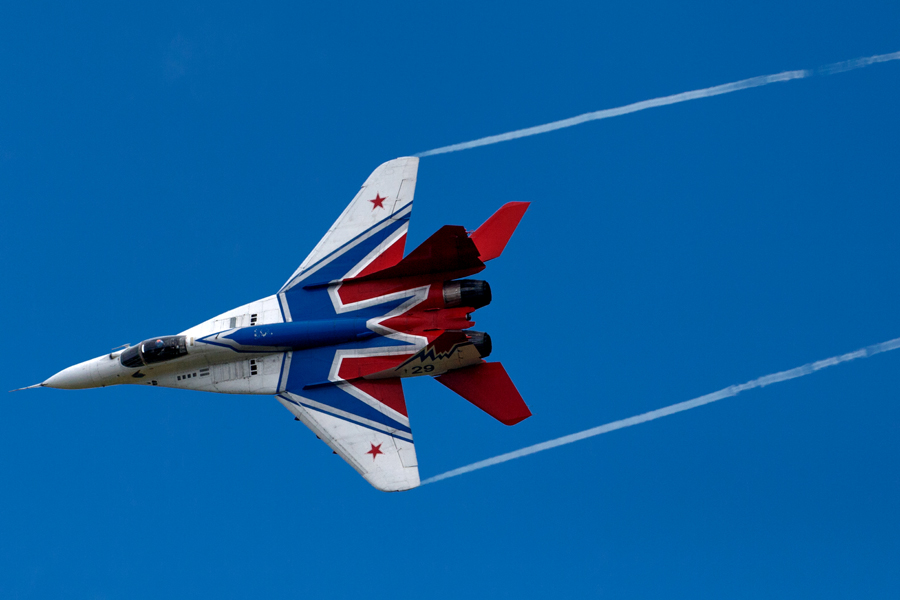
ロシア空軍の曲技飛行隊「ストリージ」のMiG-29。

MiG-29を使用する展示飛行チームとして、以下のようなものがある。
ロシア空軍の「ストリージ」（Стрижи）では、白・青・黒の特別色塗装したMiG-29 «9.12»とMiG-29UBを運用してきた。機体はのちにMiG-29 «9.13»とMiG-29UBに変更され、塗色も中国訪問にあわせ赤を基調とした白・赤・青の塗り分けに変更された。ただし、このときの中国訪問は実現しなかった。現在は、3番目のパターンを採用している。塗色は平面形で見ると、チーム名の「ストリーシュ」（стриж：「雨燕」）のシルエットとなっている。「ストリージ」は、現在も各地の航空ショーで活発な活動を続けている。英語名は「スウィフツ」（Swifts）。その他、MiG-29OVTデモンストレーターも「ストリージ」の塗色に準じた派手な塗色を施されている。
ウクライナ空軍の「ウクライィーンスィキ・ソーコルィ」（Українські соколи：「ウクライナの鷹たち」）では、MiG-29 «9.13»とMiG-29UBが運用された。チームは主として国内でのアピールを行っていたが、海外での飛行実績もある。機体は、ウクライナのナショナルカラーである明るい青と黄を基調に白と赤とで彩ったものであった。英語名は「ウクライニアン・ファルコンズ」（Ukrainian falcons）。
その他、スロバキア空軍でも臨時の展示飛行チームが編成されたことがあり、2機のMiG-29による実戦用戦闘機の速度を生かした迫力ある飛行を披露した。

## スペック (MiG-29SM)
- 全長：17.32m
- 全幅：11.36m
- 全高：4.73m
- 重量
  - 通常離陸重量：15,300kg
  - 最大離陸重量：20,000kg
- 最大速度
  - 低空：1,500km/h
  - 高空：2,400km/h
  - マッハ：2.25
- 実用上昇限度：17,750m
- 最大G：9
- 航続距離
  - 増槽なし：1,500km
  - 増槽1基：2,100km
  - 増槽3基：2,900km
  - 増槽3基と1回の空中給油：5,000km以上
- 発動機：クリーモフ RD-33 ターボファンエンジン×2基
- 推力：8,300kg×2
- 運用寿命：2,500時間。寿命延長改修により最大4,000時間にまで延長可能[72]。
- ハードポイント数：6
- 武装
  - 固定武装：GSh-30-1 30mm機関砲×1
  - 空対空ミサイル：R-27ER1/R-27ET1/R-73E/RVV-AE
  - 空対地ミサイル：Kh-25ML/Kh-29TE/Kh-29L
  - 空対艦ミサイル：Kh-31A
  - 対レーダーミサイル：Kh-31P
  - レーザー誘導爆弾：KAB-500KR（英語版）

出典